# Liste de peintres français
La liste de peintres français recense les artistes peintres notoires de nationalité française, nés français, ayant acquis cette nationalité plus tard, ayant une double nationalité (franco-…), ou ayant quitté la nationalité française. Elle ne comprend pas les peintres de nationalité exclusivement étrangère ayant travaillé en France.
La liste des peintres français ayant fait l'objet d'un article dans Wikipédia est présentée :
- par ordre alphabétique d'une part ;
- et par ordre chronologique d'autre part.

Pour d'autres catégorisations, se référer à : 
- la catégorie Peintre français ;
- la catégorie Peintre par courant ;
- la catégorie Peintre par technique ;
- la catégorie Peintre par support ;
- et pour les autres nationalités, à la catégorie Peintre par nationalité ;
- et plus généralement la catégorie Peintre.

## Classement alphabétique
- Haut – A
- B
- C
- D
- E
- F
- G
- H
- I
- J
- K
- L
- M
- N
- O
- P
- Q
- R
- S
- T
- U
- V
- W
- X
- Y
- Z

### A
- Louise Abbéma (1853-1927)
- Sylvie Abélanet (1962-...)
- Julia Abel-Truchet (1862-1935)
- Louis Abel-Truchet (1857-1918)
- Michel Abonnel (1881-1915)
- Françoise Abraham (1962-...)
- Marthe Abran (1867-1908)
- Annette Abrard (1860-1938)
- Hugues Absil (1961-...)
- Georges Achille-Fould (1868-1951)
- Marcelle Ackein (1882-1952)
- Raoul Adam (1881-1948)
- Jules Adler (1865-1952)
- Françoise Adnet (1924-2014)
- Lucien Adrion (1889-1953)
- Alfred Agache (1843-1915)
- Louis Ageron (1865-1935)
- Georgette Agutte (1867-1922)
- Auguste Aiguier (1814-1865)
- Gilles Aillaud (1928-2005)
- Simone Aillaud (1909-1987)
- Anne Aknin (1922-...)
- Aline Alaux (1813-1856)
- Fanny Alaux (1797-1880)
- Jeanne Alaux (1854-1908)
- Jean-Marie Albagnac (1931-...)
- Lou Albert-Lasard (1885-1969)
- Malvina d'Albufera (1822-1877)
- Yves Alcaïs (1938-...)
- Yvette Alde (1911-1967)
- Hugo d'Alesi (1849-1906)
- Nicole Algan (1925-1986)
- Yves Alix (1890-1969)
- Gaudensi Allar (1841-1904)
- Marguerite Allar (1899-1974)
- Sophie Allart (1804-1870)
- Étienne Allegrain (1644-1736)
- Raymond Allègre (1857-1933)
- Théodore Caruelle d'Aligny (1798-1871)
- Ludovic Alleaume (1859-1941)
- Jean Allemand (1948-)
- Bathilde Allix (1825-1910)
- Thérèse-Mirza Allix (1816-1882)
- Eugène Alluaud (1866-1947)
- Bruno Altmayer (1959)
- Marie Amalia (1961-)
- Edmond Aman-Jean (1858-1936)
- Roger Amand (1931-2005)
- Amaury-Duval (1808-1885)
- Pierre Ambrogiani (1907-1985)
- Jeanne Amen (1863-1923)
- Marie Louise Amiet (1879-1944)
- Beatrice Valentine Amrhein (en) (1961-...)
- Angie Anakis (1955-...)
- Anastaise (XVe siècle)
- Jean-Pierre Ancel (1941-...)
- Émile Ancelet (1865-1951)
- Virginie Ancelot (1792-1875)
- Frédéric-François d'Andiran (1802-1876)
- Albert André (1869-1954)
- Jean André (1662-1753)
- Andrea (1958-)
- Mathuren Arthur Andrieu (en) (?-1896)
- Clément-Auguste Andrieux (1829-1880)
- Gaston Anglade (1854-1931)
- Charles Angrand (1854-1926)
- Louis Anquetin (1861-1932)
- Marcel Anselme (1925-1982)
- Alexandre Antigna (1817-1878)
- Suzanne Estelle Apoil (1825-1874)
- Émile Appay (1876-1935)
- Pauline Appert (1803-1870)
- Béatrice Appia (1899-1998)
- Adolphe Appian (1818-1898)
- Louis Appian (1862-1896)
- Monique Apple (1937-1998)
- Sevan Arabian (1938-...)
- Arcabas (1926-2018)
- Pierre Arcambot (1914-...)
- Lucien Ardenne (1914-1993)
- Yolande Ardissone (1927-...)
- Georges Arditi (1914-2012)
- Maurice Ardouin (1932-1999)
- Lydie Arickx (1954-...)
- Arman (1928-2005)
- Ernest Armand-Delille  (1843-1883)
- Gabriel Arnaud (1920-1995)
- Marcel Arnaud (1877-1956)
- Jean Arnavielle (1881-1961)
- Louis Arnoux (1913-2006)
- Marguerite Arosa (1854-1903)
- Jean Arp (1886-1966)
- Jean-François Arrigoni Neri (1937-)
- Albert-Émile Artigue (1850-1927)
- Arnaud Askoy (1970-)
- Geneviève Asse (1923-...)
- Antoinette Asselineau (1811-1889)
- Armand Assus (1892-1977)
- Louise Astoud-Trolley (1828-1884)
- Edmond Astruc (1878-1977)
- Charles Atamian (1872-1947)
- Jean-Michel Atlan (1913-1960)
- Laurent Auberge de Garcias (1865-1920)
- Augustin Aubert (1781-1857)
- Jean-Ernest Aubert (1824-1906)
- Joseph Désiré Aubert (1824-1871)
- Joseph-Jean-Félix Aubert (1849-1924)
- Louis Aubert (1720-vers 1800)
- Michel Aubert (1930-...)
- René Aubert (1894-1977)
- Albert Aublet (1851-1938)
- François Aubrun (1934-2009)
- Jean Francis Auburtin (1866-1930)
- Jean-Jacques Audubon (1785-1851)
- Claude Augereau (1927-1988)
- Jules-Robert Auguste (1789-1850)
- Jean Aujame (1905-1965)
- Jules Ausset (1868-1955)
- Georges Autard (1951-...)
- Daniel Authouart (1943-...)
- Jacques Autreau (1657-1745)
- Pauline Auzou (1775-1835)
- Joseph Aved (1702-1766)
- Jules-Charles Aviat (1844-1931)
- Armand Avril (1926-...)
- Paul Avril (1849-1928)
- Joseph Marius Jean Avy (1871-1939)
- Alexis Axilette (1860-1931)
- Albert Ayme (1920-2012)

### B
- Christian Babou (1946-2005)
- François Baboulet (1914-2010)
- Prosper Baccuet (1797-1854)
- Jean-Jacques Bachelier (1724-1806)
- Pierre-Laurent Baeschlin (1886-1958)
- Jules Bahieu (1860-1895)
- Franck Bail (1858-1924)
- Joseph Bail (1862-1921)
- Édouard Baille (1814-1848)
- Gaston Balande (1880-1971)
- Adolphe Paul Émile Balfourier (1816-1876)
- Georges Ballerat (1902-2000)
- Auguste Ballin (1842-1909)
- Clémentine Ballot (1879-1964)
- Jeanne Marie de la Balmondière (1750-1840)
- Pierre Ernest Ballue (1855-1928)
- Balthus (1908-2001)
- Jean Baltus (1880-1946)
- Nicolas de Bar (1632-1695)
- Marthe Elisabeth Barbaud-Koch (1862-après 1928)
- Jean Barbault (1718-1762)
- Simone Barbié (1909-1988)
- Jacques Barcat (1877-1955)
- Jeanne Bardey (1872-1954)
- Paulette Bardy (1914-1966)
- Estelle de Barescut (1814-1881)
- Émile Bastien-Lepage (1854-1938)
- André Barbier (1883-1970)
- Antoine Barbier (1859-1948)
- George Barbier (1882-1932)
- Jacques-Luc Barbier-Walbonne (1769-1860)
- Prosper Barbot (1798-1877)
- André Bardet (1909-2006)
- Jean Bardin (1732-1809)
- Gédéon Baril (1832-1906)
- Léon Barillot (1844-1929)
- Nina Barka (en) (1908-1986)
- Henri Alphonse Barnoin (1882-1940)
- Henri Charles Antoine Baron (1816-1885)
- Monique Baroni (1930-2016)
- François Baron-Renouard (1918-2009)
- Jacques Barraband (1767-1809)
- Adrien Barrère (1874-1931)
- Fernande Barrey (1893-1960)
- Félix-Joseph Barrias (1822-1907)
- Prosper Barrigue de Fontainieu (1760-1850)
- Ronan Barrot (1973-...)
- Cécile Bart (1958-...)
- Antoine-Louis Barye (1795-1875)
- Adrien Bas (1884-1925)
- Marcel Baschet (1862-1941)
- Françoise Basseporte (1701-1780)
- Jules Bastien-Lepage (1848-1884)
- Eugène Battaille (1816-1885)
- Michèle Battut (1946-...)
- Jean-François Batut (1828-1907)
- André Bauchant (1873-1958)
- Laurent Baud (1827-1907)
- François-Charles Baude (1880-1953)
- Louis Baudon (1877-1939)
- Jeanne Baudot (1877-1957)
- Paul Baudry (1828-1886)
- Lubin Baugin (1612-1663)
- Marc Baumann (1921-2012)
- Georges Bauquier (1910-1997)
- Émile Bayard (1837-1891)
- Jean Bazaine (1904-2001)
- Léonie de Bazelaire (1857-1926)
- Frédéric Bazille (1841-1870)
- Alfred Beau (1829-1907)
- André Beaudin (1895-1979)
- Adolphe Beaufrère (1876-1960)
- Guillaume Beaugé (1944-...)
- Henri Anatole de Beaulieu (1819-1884)
- Gérard Beaulieu (1944-)
- Jean de Beaumetz (vers 1335 ?-1396)
- Hugues de Beaumont (1874-1947)
- Éliane Beaupuy-Manciet (1921-2012)
- Amélie Beaury-Saurel (1848-1924)
- Émile Beaussier (1874-1943)
- Anaïs Beauvais (1832-1898)
- Armand Beauvais (1840-1911)
- Charles Joseph Beauverie (1839-1923)
- Hélène de Beauvoir (1910-2001)
- Antoinette Béfort (1788-1868)
- Eugène Begarat (1943-...)
- Lucien Bégule (1848-1935)
- Eugène Béjot (1867-1931)
- Bélasco (1927-2015)
- Henri Ferdinand Bellan (1870-1922)
- Jacques Bellange (1575-1616)
- Hippolyte Bellangé (1800-1866)
- Alexis Simon Belle (1674-1734)
- Marie-Pierre-François-Louis Belle (1877-1920)
- Charles Belle (1953-)
- François Bellec (1934-...)
- Claude Bellegarde (1927-2019)
- Jean-Joseph Bellel (1816-1898)
- Michel-Bruno Bellengé (1726-1793)
- Henri Bellery-Desfontaines (1867-1909)
- Auguste Emile Bellet (1856-1911)
- Emmanuel Bellini (1904-1989)
- Gabrielle Bellocq (1920-1999)
- Léon Belly (1827-1877)
- José Belon (1861-1927)
- Lucien Berthault (1854-1935)
- Jean-Claude Bertrand (1928-1987)
- Solange Bertrand (1913-2011)
- Caroline Challan Belval (1977-...)
- Léon Benett (1839-1916)
- Paulette Edmée Beneyton (XXe)
- Benjamin-Constant (1845-1902)
- Emmanuel Benner (1836-1896)
- Antoine Benoist (1632-1717)
- Marie-Guillemine Benoist (1768-1826)
- Jacqueline Benoit (1925-2012)
- Jacques Benoit (1955-...)
- Norbert Benoit (1910-1993)
- Pierre-André Benoit (1921-1993)
- Serge Benoit (1937-...)
- Benoît Benoni-Auran (1859-1944)
- François-Léon Benouville (1821-1859)
- Frédéric Benrath (1930-2007)
- Jean Bérain (1640-1711)
- Jean Béraud (1849-1935)
- Narcisse Berchère (1819-1891)
- Claudine Béréchel (1925-2011)
- Denis Bergeret (1844-1910)
- Marcelle Bergerol (1901-1989)
- Joseph Bergès (1878-1956)
- Eugène Béringuier (1874-1949)
- Antoine Berjon (1754-1843)
- Jehan Berjonneau (1890-1966)
- Marguerite Bermond (1911-1991)
- Armand Bernard (1829-1894)
- Audrey Bernard (1922-1997)
- Émile Bernard (1868-1941)
- Maurice Bernard (1927-2005)
- Samuel-Jacques Bernard (1615-1687)
- Anatole Odilon Bernast (1871-1904)
- Camille Bernier (1823-1902)
- Louis Béroud (1852-1930)
- Jean Bertholle (1909-1996)
- Lucienne Berthon (1926-2012)
- René Théodore Berthon (1776-1859)
- Roland Berthon (1909-1990)
- Jean Victor Bertin (1767-1842)
- Nicolas Bertin (1667-1736)
- Roger Bertin (1915-2003)
- Armand Berton (1854-1927)
- Abel Bertram (1871-1954)
- Alain Bertrand (1946-)
- Claire Bertrand (1890-1969)
- Huguette Arthur Bertrand (1922-2005)
- Michel Bertrand (1935-2009)
- Ode Bertrand (1930-...)
- Paulin Bertrand (1852-1940)
- Solange Bertrand (1913-2011)
- Bertrand-Moulin (1944-2006)
- Albert Besnard (1849-1934)
- Jeanne Besnard-Fortin (1892-1978)
- Pancrace Bessa (1772-1846)
- Chris Besser (1940-...)
- Cyrille Besset (1861-1902)
- Faustin Besson (1821-1882)
- Émile Betsellère (1847-1880)
- Lucien Beyer (1908-1983)
- Pierre-Marie Beyle (1838-1902)
- Michel Bez (1951-)
- Jean-Louis Bézard (1799-1881)
- Roger Bezombes (1913-1994)
- François-Auguste Biard (1799-1882)
- Raymond Biaussat (1932-...)
- Charles Bichet (1863-1929)
- Alexandre Bida (1813-1895)
- Jean-Joseph-Xavier Bidauld (1758-1846)
- Gisèle Bienne (1946-...)
- Roland Bierge (1922-1991)
- Nicolaï Bigo (1955-...)
- Louis Billotey (1883-1940)
- Louis-François Biloul (1874-1947)
- Émile Bin (1825-1897)
- Adélaïde Binart (1769-1832)
- Vincent Bioulès (1938-...)
- Thierry Bisch (1953-)
- Maurice Bismouth (1891-1965)
- Louis Bissinger (1899-1978)
- Édouard Bisson (1856-1945)
- Lucienne Bisson (1881-1965)
- Charles Henry Bizard (1887-1954)
- Henri Biva (1848-1929)
- Lucien Biva (1878-1965)
- Paul Biva (1851-1900)
- Jean-Charles Blais (1956-...)
- Joseph Blanc (1846-1904)
- Antoine Blanchard (1910-1988)
- Édouard-Théophile Blanchard (1844-1879)
- Jacques Blanchard (1600-1638)
- Jean-Pierre Blanchard (1947-...)
- Jacques-Émile Blanche (1861-1942)
- Thomas Blanchet (1614-1689)
- Marie Blancour (1650-1699)
- Étienne Blandin (1903-1991)
- Paul Bloas (1961-...)
- André Bloc (1896-1966)
- Émile Blondel (1893-1970)
- Merry-Joseph Blondel (1781-1853)
- Lucien Blumer (1871-1947)
- Jean-Pierre Bocquel (1944-...)
- Paul Bocquet (1868-1947)
- Louis Marie Charles de Bodin (1813-1891)
- Guillaume Bodinier (1795-1872)
- Émile Artus Boeswillwald (1873-1935)
- Gaston Bogaert (1918-2008)
- Frank Myers Boggs (1855-1926)
- Louis Léopold Boilly (1761-1845)
- François Boisrond (1959-...)
- Antoine-Félix Boisselier (1790-1857)
- Félix Boisselier (1776-1811)
- Claude Victor de Boissieu (1784-1868)
- Jean-Jacques de Boissieu (1736-1810)
- Edmond Boissonnet (1906-1995)
- Maurice Boitel (1919-2007)
- Christian Boltanski (1944-2021)
- Camille Bombois (1883-1970)
- Bona (1926-2000)
- Robert Bonfils (1886-1972)
- Isidore Bonheur (1827-1901)
- Rosa Bonheur (1822-1899)
- Léon Bonhomme (1870-1924)
- Pierre Bonnard (1867-1947)
- Alexandre François Bonnardel (1867-1942)
- Léon Bonnat (1833-1929)
- Alain Bonnefoit (1937-)
- Claude Bonnefond (1796-1860)
- Philippe Bonnet (1927-2017)
- Isidore Bonnier de Layens (1792-1877)
- François Bonvin (1817-1887)
- Jean-François Bony (1754-1825)
- Louis-René Boquet (1717-1814)
- Ernest Bordes (1852-1914)
- Léonard Bordes (1898-1969)
- Auguste Borget (1808-1877)
- Pierre Bosco (1909-1993)
- Guillaume Bottazzi (1971-)
- Maurice Boucard (1922-2007)
- Paul-Louis Bouchard (1853-1937)
- Pierre François Bouchard (1831-1889)
- Étienne Bouchaud (1898-1989)
- Jean Bouchaud (1891-1977)
- Louis-Alexandre Bouché (1838-1911)
- François Boucher (1703-1770)
- Adrien de Boucherville (1829-1883)
- Henri Bouchet-Doumenq (1834-1908)
- Joseph-Félix Bouchor (1853-1937)
- Françoise Boudet (1925-2012)
- Pierre Boudet (1915-2010)
- Eugène Boudin (1824-1898)
- Maurice Boudot-Lamotte (1878-1958)
- Gabrielle Bouffay (1930)
- Henri Marcellin Auguste Bougenier (1799-1866)
- William Bouguereau (1825-1905)
- Étienne Bouillé (1858-1933)
- Bernard Bouin (1945-)
- Clément Boulanger (1805-1842)
- Gustave Boulanger (1824-1888)
- Maxime Boulard de Villeneuve (1884-1971)
- Marie-Geneviève Bouliard (1763-1825)
- Louis Boullogne (1609-1674)
- Madeleine Boullogne (1646-1710)
- Hans Bouman (1951-)
- André Bouquet (1897-1987)
- Louis Bouquet (1885-1952)
- Robert Bouquillon (1923-2013)
- Gildas Bourdais (1939-...)
- Antoine Bourdelle (1861-1929)
- Jules Joseph Guillaume Bourdet (1799-1869)
- Jean Bourdichon, (vers 1456/1457 - vers 1520/1521)
- Sébastien Bourdon (1616-1671)
- Gustave Bourgain (1856-1918)
- Amédée Bourgeois (1798-1837)
- Charles Guillaume Alexandre Bourgeois (1759-1832)
- Constant Bourgeois (1767-1841)
- Gaël Bourmaud (1975-)
- Josette Bournet (1905-1962)
- Paul Adrien Bouroux (1878-1967)
- Sophie Boursat (1959-)
- Bernard Boutet de Monvel (1881-1949)
- Louis-Maurice Boutet de Monvel (1850-1913)
- Charles-Édouard Boutibonne (1816-1897)
- Maurice Bouviolle (1893-1971)
- Jacques Bouyssou (1926-1997)
- Abel-Dominique Boyé (1864-1934)
- Joseph Boze (1745-1826)
- Marie Bracquemond (1840-1916)
- Georges Bradberry (1878-1959)
- Louis Braquaval (1854-1919)
- Georges Braque (1882-1963)
- Jacques Raymond Brascassat (1804-1867)
- André Brasilier (1929-...)
- Victor Brauner (1903-1966)
- Herman Braun-Vega (1933-2019)
- Albert Braut (1874-1912)
- Pierre Brayard (1942-...)
- Yves Brayer (1907-1990)
- Auguste de La Brély (1838-1906)
- Nicolas Guy Brenet (1728-1792)
- Pierre-Laurent Brenot (1913-1998)
- Fabius Brest (1823-1900)
- Jules Breton (1827-1906)
- Georges Breuil (1904-1997)
- Paul Briaudeau (1869-1944)
- Jacques Bringuier (1925-...)
- Pierre Marie Brisson (1955-...)
- Jean Broc (1771-1850)
- Léon Broquet (1869-1935)
- Eugène Brouillard (1870-1950)
- André Brouillet (1857-1914)
- Henriette Browne (1829-1901)
- Lazare Bruandet (1755-1804)
- Edmée Brucy (1795-1826)
- Clément Brun (1868-1920)
- Gabriel Brun-Buisson (1883-1959)
- Odette Bruneau (1891-1984)
- Alfred Arthur Brunel-Neuville (1852-1941)
- Émile Brunet (1871-1943)
- Marcelle Brunswig (1903-1987)
- Élise Bruyère (1776-1847)
- Camille Bryen (1907-1977)
- Adrian Buba (1953-)
- Amédée Buffet (1869-1933)
- Bernard Buffet (1928-1999)
- Étienne Buffet (1866-1948)
- Maurice Buffet (1909-2000)
- Paul Buffet (1864-1941)
- Félix Buhot (1847-1898)
- Nicole Burcez (1944-)
- Pierre Isidore Bureau (1822-1876)
- Henry E. Burel (1883-1967)
- Daniel Buren (1938-...)
- Gaston Frédéric de Burggraff (1857-1910)
- Marguerite Burnat-Provins (1872-1952)
- Henri Lucien Joseph Buron (1880-1969)
- Léopold Burthe (1823-1860)
- Brigitte Buscail-Lipsky (1939-2023)
- Jacques Van den Bussche (1925-2001)
- Gaston Bussière (1862-1928)
- Charles Busson (1822-1908)
- Jean-Marc Bustamante (1952-...)
- Marius de Buzon (1879-1958)

### C
- Camille-Léopold Cabaillot-Lassalle (1839-1888)
- Alexandre Cabanel (1823-1889)
- Damien Cabanes (1959-...)
- Louis-Nicolas Cabat (1812-1893)
- Anna Cabibel (1853-1922)
- François Cachoud (1866-1943)
- Andrée Cadeau (XXe)
- Henri Cadiou (1906-1989)
- Anne-Marie Caffort Ernst (1927-2014)
- Marcelle Cahen-Bergerol (1900-1989)
- Marcelle Cahn (1895-1981)
- Julie de Caigny (1795-1866)
- Aristide Caillaud (1902-1990)
- Rodolphe Caillaux (1904-1989)
- Fanny Caillé (1847-1893)
- Gustave Caillebotte (1848-1894)
- Antoine Calbet (1860-1944)
- Abbé Calès (1870-1961)
- Antoine-François Callet (1741-1823)
- Jacques Callot (1592-1635)
- Adolphe-Félix Cals (1810-1880)
- Marie Calvès (1883-1957)
- Armand Cambon (1819-1885)
- Guillaume Cammas (1688-1777)
- Charles Camoin (1879-1965)
- Robert Campin (1378-1445)
- Patrick Camus (1947-...)
- Pavel Canda (1930-1995)
- Louis Cane (1943-...)
- Marie-Gabrielle Capet (1761-1818)
- Georges Capon (1890-1980)
- Jean-Pierre Capron (1921-1997)
- Armand-Charles Caraffe (1762-1822)
- Louis Caravaque (1684-1754)
- Francis Cariffa (1890-1975)
- Tonia Cariffa (1924-2025)
- Louis Cario (1889-1941)
- Carlos-Reymond (1884-1970)
- Jean-Albert Carlotti (1909-2003)
- Mario Carl-Rosa (1853-1913)
- Carmontelle (1717-1806)
- Anita de Caro (1909-1998)
- Carolus-Duran (1837 ou 1838-1917)
- Antoine Caron (1521-1599)
- Rosalie Caron (1791-1860)
- Jean-Baptiste Carpeaux (1827-1875)
- Madeleine Carpentier (1865-1949)
- Marguerite Jeanne Carpentier (1886-1965)
- Alexia Carr (1971)
- Louis Carrand (1821-1899)
- Jacques Carrey (1649-1726)
- Albert-Ernest Carrier-Belleuse (1824-1887)
- Louis-Robert Carrier-Belleuse (1848-1913)
- Pierre Carrier-Belleuse (1851-1933)
- Eugène Carrière (1849-1906)
- Laurent Cars (1699-1771)
- Théodore Caruelle d'Aligny (1798-1871)
- Jean Carzou (1907-2000)
- Alfred Casile (1848-1909)
- Armand Cassagne (1823-1907)
- Cassandre (1901-1968)
- Louis-François Cassas (1756-1827)
- Léon Cassel (1873-1961)
- Pierre Castagnez (1898-1951)
- Aimée Castain (1917-2015)
- René-Marie Castaing (1896-1943)
- Denis Castellas (1951-)
- Clément Castelli (1870-1959)
- Marcel Catelein (1892-1979)
- Bernard Cathelin (1919-2004)
- Olivier Catté (1957-...)
- Micheline Catty (1926-...)
- Jules-Désiré Caudron (1816-1877)
- Patrice Caumon (1944-...)
- Jules Cavaillès (1901-1977)
- Caroline Cavalier (1971-)
- Madame Cavé (vers 1809-1883)
- Pierre Cayol (1939-)
- Jules Cayron (1868-1944)
- Clovis Cazes (1883-1918)
- Romain Cazes (1808-1881)
- Jean-Charles Cazin (1841-1901)
- Marie Cazin (1844-1924)
- Cebarre (1949-...)
- Céelle (1929-2018)
- Gisèle Celan-Lestrange (1927-1991)
- Pierre Célice (1932-...)
- Edmond Ceria (1884-1955)
- Achille Cesbron (1849-1913)
- Jean-Pierre Ceytaire (1946-...)
- Paul Cézanne (1839-1906)
- Maurice Chabas (1862-1947)
- Paul Chabas (1869-1937)
- Auguste Chabaud (1882-1955)
- Élisabeth Chabin (1944-...)
- Joseph Chabord (1783-1848)
- Nathalie Chabrier (1932-)
- Marc Chagall (1887-1985)
- Ferdinand Chaigneau (1830-1906)
- Gaston Chaissac (1910-1964)
- Charles-Michel-Ange Challe (1718-1778)
- Simon de Châlons (1506-1568)
- Ernest de Chamaillard (1862-1931)
- Jean-Paul Chambas (1947-...)
- Serge Chamchinov (1967-)
- Jean-Baptiste de Champaigne (1631-1681)
- Philippe de Champaigne (1602-1674)
- Jeanne Champillou (1897-1978)
- Jeanne Champion (1931-...)
- Champion Métadier (1947-...)
- Alexandre-Jacques Chantron (1842-1918)
- Roger Chapelain-Midy (1904-1992)
- Roger Chapelet (1903-1995)
- Suzanne Chapelle (1913-1996)
- Eugène-Jean Chapleau (1882-1969)
- Arthur Chaplin (1869-1935)
- Charles Chaplin (1825-1891)
- Jean Chardin (1643-1713)
- Jean Siméon Chardin (1699-1779)
- Paul Charlemagne (1892-1972)
- José Charlet (1916-1993)
- Nicolas-Toussaint Charlet (1792-1845)
- Jacques Charlier (1706-1790)
- Jean Charlot (1898-1979)
- Eugénie Charmeil (1797-1855)
- Raymond Charmet (1904-1973)
- Émilie Charmy (1878-1974)
- Constance-Marie Charpentier (1767-1849)
- Philippe Charpentier (1949-)
- Albert Charpin (1842-1924)
- Victor Charreton (1864-1936)
- Fanny Charrin (1781-1854)
- Sophie Charrin (1778-1856)
- Pierre Chartier (1894-1980)
- Théobald Chartran (1849-1907)
- Antoine Chartres (1903-1968)
- Marcel Chassard (1907-1997)
- Théodore Chassériau (1819-1856)
- Roger Chastel (1897-1981)
- Claude-Louis Châtelet (1753-1795)
- Auguste de Châtillon (1808-1881)
- Laure de Châtillon (1826-1908)
- Jeanne-Élisabeth Chaudet (1761-1832)
- Pierre-Charles Chauffer (1779-1856)
- François Chauveau (1613-1676)
- Théophile-Narcisse Chauvel (1831-1909)
- Paul Chenavard (1807-1895)
- Jules Chéret (1836-1932)
- Bruno Chérier (1817-1880)
- Élisabeth-Sophie Chéron (1648-1711)
- Henri Chéron (1644-1677)
- Louis Chéron (1660-1725)
- Olivier Chéron (1854-1935)
- Étienne Chevalier (1910-1982)
- Li Chevalier (1961-...)
- Jean Chevolleau (1924-1996)
- Paul Chocarne-Moreau (1855-1930)
- Antoine Chintreuil (1814-1873)
- Florent Chopin (1958-...)
- Jean Henri Chouppe (1817-1894)
- Édouard Cibot (1799-1877)
- Pierre-Luc-Charles Ciceri (1782-1868)
- Michel Ciry (1919-2018)
- Georges Clairin (1843-1919)
- Pierre-Eugène Clairin (1897-1980)
- Pierre-Roger Claudin (1877-1936)
- André Claudot (1892-1982)
- Marie-Joseph Léon Clavel (1850-1923)
- Nicole Claveloux (1940-...)
- Alain Clément (1941-...)
- Félix-Auguste Clément (1826-1888)
- Maxime Clément (1877-1963)
- Pierre Clément (1923-2011)
- Auguste Clergé (1891-1963)
- Adèle Clerget (1799-1876)
- Charles-Louis Clérisseau (1721-1820)
- Auguste Clésinger (1814-1883)
- François Clouet (1515-1572)
- Jean Clouet (1480-1541)
- Marianne Clouzot (1908-2007)
- Jean Cluseau-Lanauve (1914-1997)
- Frédéric Coché (1975-...)
- Augustine Cochet de Saint-Omer (1792-1833)
- Simon Cocu (1925-...)
- Charles-Alexandre Coëssin de la Fosse (1829-1910)
- Léon Cogniet (1794-1880)
- Marie-Amélie Cogniet (1798-1869)
- James Coignard (1925-2008)
- Jules Coignet (1798-1860)
- Gaston Coindre (1844-1914)
- Alphonse Colas (1818-1887)
- Alexandre Colin (1798-1875)
- Paul Colin (1892-1985)
- Bernard Collin (1927-...)
- Raphaël Collin (1850-1916)
- Gérald Collot (1927-2016)
- Nicolas Colombel (1646-1717)
- Simone Colombier (1903-1984)
- Alice Colonieu (1924-2010)
- Robert Combas (1957-)
- Pierre Combet-Descombes (1885-1966)
- Léon Comerre (1850-1916)
- Jacqueline Comerre-Paton (1859-1955)
- Joseph-Victor Communal (1876-1962)
- Claude Como (1964-)
- Mélanie de Comoléra (avant 1800-après 1854)
- Philippe Compagnon (1951-...)
- Émile Compard (1900-1977)
- Pierre-Charles Comte (1823-1895)
- Jean-Antoine Constantin (1756-1844)
- Marceau Constantin (1918-2017)
- Jules Contant (1852-1920)
- Charles-Henri Contencin (1898-1955)
- Jules Contencin (1851-1925)
- Delphine de Cool (1830-1921)
- Gabriel de Cool (1854-1936)
- Jeanne Coppel (1896-1971)
- André-Charles Coppier (1866-1948)
- Pierre Coquet (1926-...)
- Frédéric Samuel Cordey (1854-1911)
- Fernand Cormon (1845-1924)
- Michel Corneille l'Ancien (1601-1664)
- Michel Corneille le Jeune (1642-1708)
- Jean-Georges Cornélius (1880-1963)
- Marguerite Cornillac (1862-1952)
- Jean-Baptiste Camille Corot (1796-1875)
- Charles-Étienne Corpet (1831-1903)
- Ernest Correlleau (1892-1936)
- Édouard Cortès (1882-1969)
- Nadine Cosentino (1947-...)
- Guillaume I Cossard (1663-1716)
- Guillaume II Cossard (1692-1761)
- Jean Cossard (1764-1838)
- Pierre Cossard (1720-1784)
- Emmanuel Costa (1833-1921)
- Louise Zoé Coste (1805-1890)
- Gin Coste-Crasnier (1928-...)
- André Eugène Costilhes (1865-1940)
- Pierre Auguste Cot (1837-1883)
- Jean Cotelle l'Aîné (1607-1676)
- Jean Cotelle le Jeune (1642-1708)
- Charles Cottet (1863-1925)
- Eugène Cottin (1841-1902)
- Louise Cottin (1907-1974)
- Auguste Couder (1790-1873)
- Emmanuel Coulange-Lautrec (1824-1898)
- Jean-Yves Couliou (1916-1995)
- Georges Coulon (1914-1990)
- Jean-Michel Coulon (1920-2014)
- Gustave Courbet (1819-1877)
- Léon Courbouleix (1887-1972)
- Félix Courché (1863-1943)
- Alfred Courmes (1898-1993)
- Étienne Cournault (1891-1948)
- Joseph-Désiré Court (1797-1865)
- Marie Courtois (1655-1703)
- Charles Cousin (1807-1887)
- Jean Cousin l'Ancien (ca 1490 ou 1500-1560)
- Jean Cousin le Jeune (ca 1522-ca 1594)
- Amable-Paul Coutan (1792-1837)
- Lucien Coutaud (1904-1977)
- Robert Coutelas (1930-1985)
- Coutisson des Bordes (1885-1949)
- CharlÉlie Couture (1956-...)
- Thomas Couture (1815-1879)
- Philibert Léon Couturier (1823-1901)
- Jean Couty (1907-1991)
- Jean Couy (1910-1983)
- Antoine Coypel (1661-1722)
- Charles Antoine Coypel (1694-1752)
- Noël Coypel (1628-1707)
- Noël Nicolas Coypel (1690-1734)
- Fleury Joseph Crépin (1875-1948)
- Louis Crépin (1828-1887)
- Louis-Philippe Crépin (1772-1851)
- Auguste de Creuse (1806-1839)
- Pauline Croizette (1839-1912)
- Henri-Edmond Cross (1856-1910)
- Maurice Crozet (1895-1978)
- Victor Crumière (1895-1950)
- Henri Cueco (1929-2017)
- Victor Cupsa (1932-...)
- Alfred de Curzon (1820-1895)
- Léonce Cuvelier (1874-1959)
- Georges Cyr (1880-1964)
- Pol de Czernichowski (1876-1916)

### D
- Isidore Dagnan (1788-1873)
- Pascal Dagnan-Bouveret (1852-1929)
- Albert Dagnaux (1861-1933)
- Henri-Gédéon Daloz (1861-1941)
- Antony Damien (1858-1943)
- Pierre Emmanuel Eugène Damoye (1847-1916)
- Henri-Camille Danger (1857-1937)
- Jacques Daniel (1920-2011)
- Henri-Pierre Danloux (1753-1809)
- Édouard Joseph Dantan (1848-1897)
- David Daoud (1970-...)
- Jean-Gabriel Daragnès (1886-1950)
- Alexis-Auguste Darcy-Dumoulin (1815-1864)
- Henri-Alfred Darjou (1832-1874)
- Simone Dat (1927-2018)
- Charles-François Daubigny (1817-1878)
- Karl Daubigny (1846-1886)
- André Dauchez (1870-1948)
- Fernand Dauchot (1898-1982)
- Gabriel Dauchot (1927-2005)
- Lucien Daudet (1878-1946)
- Honoré Daumier (1808-1879)
- Anatole Dauvergne (1812-1870)
- Geoffroy Dauvergne (1922-1977)
- Henriette Daux (1866-1953)
- Adrien Dauzats (1804-1868)
- Hermine David (1886-1970)
- Jacques-Louis David (1748-1825)
- Adrien Dax (1913-1979)
- Georges Dayez (1907-1991)
- Edmond Daynes (1895-1986)
- Édouard Debat-Ponsan (1847-1913)
- Bernard Prosper Debia (1791-1876)
- Colette Deblé (1944-...)
- Jean-François Debord (1938-...)
- Victor De Bornschlegel (1820-1891)
- Olivier Debré (1920-1999)
- Jean-Baptiste Debret (1768-1848)
- Philibert-Louis Debucourt (1755-1832)
- Christoff Debusschere (1962-...)
- Alfred Decaen (1820-1902)
- Alexandre-Gabriel Decamps (1803-1860)
- Théophile Henri Décanis (1847-1917)
- Henri Déchanet (1930-...)
- Adolphe Déchenaud (1868-1926)
- Johan Stephan Decker (1784-1844)
- Jos De Cock (1934-2010)
- François Decorchemont (1880-1971)
- Alfred de Dreux (1810-1860)
- Alexandre Defaux (1826-1900)
- Alfred Defossez (1932-)
- Xavier Degans (1949-...)
- Edgar Degas (1834-1917)
- Jean Degottex (1918-1988)
- Anne Deguelle (1943-...)
- Sophie-Clémence de Lacazette (1774-1854)
- Auguste Delacroix (1809-1868)
- Eugène Delacroix (1798-1863)
- Michel Delacroix (1933-...)
- Rosalie Delafontaine (1783-1821)
- Alexis Auguste Delahogue (1867- 1950)
- Eugène Jules Delahogue (1867-1935)
- Henriette Delalain (1886-1945)
- Paul-Louis Delance (1848-1924)
- Eugénie Delaporte (v. 1775-1864)
- Paul Delaroche (1797-1856)
- Angèle Delasalle (1867-1941)
- Joseph Delattre (1858-1912)
- Mathilde Delattre (1871-1950)
- Jules-Élie Delaunay (1828-1891)
- Robert Delaunay (1885-1941)
- Sonia Delaunay (1895-1979)
- Étienne-Jean Delécluze (1781-1863)
- Cécile Delessert (1825-1887)
- François-Alfred Delobbe (1835-1920)
- Henriette Deloras (1901-1941)
- Charles Édouard Delort (1841-1895)
- Hélène Delprat (1958-...)
- Alain Delpech (1956-...)
- André Delpuch (1952-)
- Lucien-Victor Delpy (1898-1967)
- Bernadette Delrieu (1944-...)
- Gabriel Deluc (1883-1916)
- Jérémie Delutel (1657-1728)
- Jean-François Delyen (1684-1761)
- Pierre-Antoine Demachy (1723-1807)
- Georges Demanche (1870-1941)
- Jean-Louis Demarne (1752-1829)
- René Demeurisse (1895-1961)
- Adrien Demont (1851-1928)
- Virginie Demont-Breton (1859-1935)
- Jacques Démoulin (1905-1990)
- Jacques Denier (1894-1983)
- Maurice Denis (1870-1943)
- Auguste Denis-Brunaud (1903-1985)
- Angèle Blanche Denvil (1877-1932)
- Régis Deparis (1948-...
- André Derain (1880-1954)
- Jean-François-Martial Dergny (1809-1880)
- Damien Deroubaix (1972-...)
- Isidore Laurent Deroy (1797-1886)
- Jacques Derrey (1907-1975)
- Charles Porphyre Alexandre Desains (1789-1862)
- Edgard de St-Pierre De Montzaigle (1867-1930)
- Marcellin Desboutin (1823-1902)
- Léopold Desbrosses (1821-1908)
- Jean-Baptiste Descamps (1714-1791)
- Auguste Desch (1877-1924)
- Jules De Senezcourt (1818-1866)
- Alexandre Desgoffe (1805-1882)
- Blaise Alexandre Desgoffe (1830-1901)
- Jean-Baptiste Deshays de Colleville (1729-1765)
- Tony Desjardins (1955-...)
- Denise Desjardins (1923-2016)
- Émilie Desjeux (1861-1957)
- Cécile Desliens (1853-1937)
- Marie Desliens (1856-1938)
- Victor Jean Desmeures (1895-1978)
- Ferdinand Desnos (1901-1958)
- Louise Adélaïde Desnos (1807-1878)
- François Desnoyer (1894-1972)
- Jean-Baptiste Despax (1710-1773)
- Alexandre-François Desportes (1661-1743)
- Henriette Desportes (1877-1951)
- Jacques Desroches-Valnay (1848-1887)
- Henri Prosper Alfred Destailleur (1816-1901)
- Édith Desternes (1901-2000)
- Georges Desvallières (1861-1950)
- Édouard Detaille (1848-1912)
- Marie-Thérèse Dethan-Roullet (1870-1945)
- Maxime Dethomas (1867-1929)
- Eugène Deully (1860-1933)
- Ludwig Deutsch (1855-1935)
- Marc Devade (1943-1983)
- Pierre Deval (1897-1993)
- Anatole Devarenne (1880-1954)
- Achille Devéria (1800-1857)
- Eugène Devéria (1805-1865)
- Miguel Devèze (1909-2000)
- Charles Devillié (1850-1905)
- Anatole Devosge (1770-1850)
- Jean Dewasne (1921-1999)
- Jean Deyrolle (1911-1967)
- Théophile Deyrolle (1844-1923)
- Daniel Dezeuze (1942-...)
- Georges Dezeuze (1905-2004)
- Henry Déziré (1878-1965)
- François Diana (1903-1993)
- Narcisse Virgilio Díaz (dit Narcisse Díaz de la Peña) (1807-1876)
- Émile Didier (1890-1965)
- Jules Didier (1831-1914)
- Pierre Didier (1929-...)
- William Didier-Pouget (1864-1959)
- Jean Didier-Tourné (1882-1967)
- Léon Dierx (1838-1912)
- Antoine Dieu (1662-1727)
- Yves Dieÿ (1892-1984)
- Gérard Di-Maccio (1938-)
- Étienne Dinet (1861-1929)
- Charles-Marie-François Diot (1766-1832)
- Nicolas Dipre, ou Nicolas D'Ypres, rarement Nicolas d'Amiens, actif à Avignon de 1495 à 1532
- Hervé Di Rosa (1959-)
- Patrick Divaret (1940-)
- Eliane Diverly (1914-2012)
- Pierre Dmitrienko (1925-1974)
- Edouard Doigneau (1865-1954)
- Noël Dolla (1945-...)
- Jean-Gabriel Domergue (1889-1962)
- Kees van Dongen (1877-1968)
- Jean François Donvé (1736-1799)
- Louis-Désiré-Joseph Donvé (1760-1802)
- Amandine Doré (1912-2011)
- Gustave Doré (1832-1883)
- Louis Dorigny (1654-1742)
- Michel Dorigny (1617-1663)
- Cécile Douard (1866-1941)
- Henri Doucet (1883-1915)
- Henri-Lucien Doucet (1856-1895)
- Jacques Doucet (1924-1994)
- Pierre Doye (1927-2006)
- Gabriel-François Doyen (1726-1806)
- Georges de Dramard (1838-1900)
- Jean Drevon (1889-1979)
- Jean Dries (1905-1973)
- Jean Droit (1884-1961)
- Louise-Adéone Drölling (1797-1834)
- Martin Drolling (1752-1817)
- François-Hubert Drouais (1727-1775)
- Jean-Germain Drouais (1763-1788)
- Hervé Dubly (1935-2005)
- Jean Dubois le Vieux (1604-1676)
- Albert Dubois-Pillet (1846-1890)
- Louis-Alexandre Dubourg (1821-1891)
- Victoria Dubourg (1840-1926)
- Pierre Dubreuil (1891-1970)
- Toussaint Dubreuil (1561-1602)
- Éric Dubuc (1961-1986)
- Édouard Dubufe (1819-1883)
- Juliette Dubufe-Wehrlé (1879-1918)
- Jean Dubuffet (1901-1985)
- Alexandre Dubuisson (1805-1870)
- Pierre Duc (1945-...)
- Odette Ducarre (XXe siècle)
- Marcel Duchamp (1887-1968)
- Suzanne Duchamp (1889-1963)
- Jean-Louis Ducis (1775-1847)
- Joseph Ducreux (1735-1802)
- Rose-Adélaïde Ducreux (1761-1802)
- Ernest Ange Duez (1843-1896)
- Clémentine-Hélène Dufau (1869-1937)
- Bernard Dufour (1922-2016)
- Émilien Dufour (1896-1975)
- François Dufrêne (1930-1982)
- Georges Dufrénoy (1870-1943)
- Jean Dufy (1888-1964)
- Raoul Dufy (1877-1953)
- Gaspard Dughet (1615-1675)
- Edmond Dulac (1882-1953)
- Jeannie Dumesnil (1926-2000)
- Pierre-Louis Dumesnil (1698-1781)
- Natalia Dumitresco (1915-1997)
- Daniel Dumonstier (1574-1646)
- Pierre Dumonstier I (1545?-1610?)
- François Dumont (1751-1831)
- Pierre Dumont (1884-1936)
- Louis-Jules Dumoulin (1860-1924)
- Jean Dunand (1877-1942)
- Clotilde Dunant (1821-1892)
- Prosper Dunant (1790-1878)
- Alexandre-Hyacinthe Dunouy (1757-1841)
- Françoise Duparc (1726-1778)
- Jean Dupas (1882-1964)
- Joseph Siffrein Duplessis (1725-1802)
- Victor Dupont (1873-1941)
- Sophie Duprat (1798-1873)
- Jules Dupré (1811-1899)
- Julien Dupré (1851-1910)
- Jean Dupuy (1925-)
- Louis Jean-Jacques Durameau (1733-1796)
- Jean-Aimé-Roger Durand (1914-2001)
- Hortense Dury-Vasselon (1860-1924)
- Jacques Duthoo (1910-1960)
- Constant Dutilleux (1807-1865)
- Gilles Dutillieu (1697-1738)
- Rémy Duval (1907-1984)
- Pierre Duval Le Camus (1790-1854)
- Théophile Emmanuel Duverger (1821-1898)
- Bernard Duvert (1951-)
- Marie-Adélaïde Duvieux (1761-1799)
- René Duvillier (1919-2002)
- Julien Duvocelle (1873-1961)
- Marcel Dyf (1899-1985)
- Edmond Dyonnet (1859-1954)
- Henri Delavallée (1862-1943)

### E
- Edy-Legrand (1892-1970)
- Etienne Effremov (XXe siècle)
- Charles Émile Egli (1877-1937)
- Jean-Marc Ehanno (1942-...)
- Maurice Ehlinger (1896-1981)
- François-Émile Ehrmann (1833-1910)
- Willy Eisenschitz (1889-1974)
- Jean François Eliaerts (1761-1848)
- Harry Eliott (1959-...)
- Ferdinand Elle (1580-1637)
- Louis Ferdinand Elle l'Aîné (1612-1689)
- Louis Ferdinand Elle le jeune (1649-1717)
- Maryse Eloy (1930-...)
- Catherine Empis (1796-1879)
- Marius Engalière (1824-1857)
- Norbert Engel (1950-...)
- Delphin Enjolras (1865-1945)
- Henri Epstein (1891?-1944)
- Patricia Erbelding (1958-...)
- Max Ernst (1891-1976)
- Erté (1892-1990)
- Michel Escale (1960-...)
- Charles Eschard (1748-1810)
- Roger Eskenazi (1923-2003)
- Georges d'Espagnat (1870-1950)
- Christian d'Espic (1901-1978)
- Maurice Estève (1904-2001)
- Henry d'Estienne (1872-1949)
- Hubert-Denis Etcheverry (1867-1950)
- Antoine Étex (1808-1888)
- Eudaldo (1914-1987)
- Jean Even (1910-1986)

### F
- François-Xavier Fabre (1766-1837)
- Simone Faïf (1942-2023)
- Annette Faive (1911-1988)
- Abel Faivre (1867-1945)
- Robert Falcucci (1900-1989)
- Alexandre Falguière (1831-1900)
- Louis Clément Faller (1819-1901)
- Antonin Fanart (1831-1903)
- Pierre Faniest (1926-2010)
- Henri Fantin-Latour (1836-1904)
- Laurent Fauchier (1643-1672)
- Jean Fautrier (1898-1964)
- Philippe Favier (1957-...)
- André Favory (1889-1937)
- Antoine Favray (1706-1798)
- Ivan Fayard (1969-...)
- Catherine Feff (1954-...)
- Hélène Feillet (1812-1889)
- Odile Felgine (1960-...)
- Paul Fenasse (1899-1976)
- Frédéric Fenollabbate (1959-)
- Serge Férat (1881-1958)
- Elvire Ferle (1948-...)
- Jean Fernand-Trochain (1879-1969)
- Louis Fernez (1900-1984)
- Robert Fernier (1895-1977)
- Éloi Firmin Féron (1802-1876)
- Adèle Ferrand (1817-1848)
- Casimir Ferrer (1946-...)
- Nino Ferrer (1934-1998)
- Gabriel Ferrier (1847-1914)
- Anne-Marie Feuchères (1892-1956)
- Raymond Feuillatte (1901-1971)
- Bernadette Février (1946-...)
- Jacques-Eugène Feyen (1815-1908)
- Augustin Feyen-Perrin (1826-1888)
- Sophie Feytaud (1802-1865)
- Jean-Claude Fiaux (1938-...)
- Jeanne Fichel (1849-1906)
- Madeleine Fié-Fieux (1897-1995)
- Charles Filiger (1863-1928)
- Rosalie Filleul (1753-1794)
- Maurice Fillonneau (1930-2000)
- Véronique Filozof (1904-1977)
- Claude Firmin (1864-1944)
- François-Marie Firmin-Girard (1838-1921)
- Walter Firpo (1903-2002)
- Charles-Antoine Flajoulot (1774-1840)
- François Flameng (1856-1923)
- Léopold Flameng (1831-1911)
- Hippolyte Flandrin (1809-1864)
- Jules Flandrin (1871-1947)
- Marthe Flandrin (1904-1987)
- Paul Flandrin (1811-1902)
- Camille Flers (1802-1868)
- Fanny Fleury (1846-1923)
- Frédérique Fleury (1957-...)
- François Antoine Léon Fleury (1804-1858)
- Lionel Floch (1895-1972)
- Victor Flogny (1825-1879)
- Lionel Florence (1958-...)
- Arthur Foache (1871-1967)
- Pierre Arthur Foäche (1871-1967)
- Sandrine Follère (1969-...)
- Etienne Fompeyrine (1938-2014)
- Maurice Fongueuse (1888-1963)
- Gabriel Fontaine (1946-...)
- Léo Fontan (1884-1965)
- Lucien Fontanarosa (1912-1975)
- Robert Fontené (1892-1980)
- Horace Antoine Fonville (1832-1914)
- Nicolas Victor Fonville (1805-1856)
- Jean-Louis Forain (1852-1931)
- Auguste de Forbin (1777-1841)
- Claude Foreau (1903-1973)
- Henri Foreau (1866-1938)
- Henri-Joseph de Forestier (1787-1872)
- Marie-Anne-Julie Forestier (1782-1853)
- Claude Fossoux (1946-...)
- Serge Fotinsky (1887-1971)
- Guillaume Fouace (1837-1895)
- Émile-Louis Foubert (1848-1911)
- André Fougeron (1913-1998)
- Feng Xiao-Min (1959-...)
- Tsugouharu Foujita (1886-1968)
- Consuelo Fould (1862-1927)
- Jean Fouquet (1425-1481)
- Michel Four (1945-...)
- Albert Fourié (1854-1937)
- Marie Fournets-Vernaud (1859-1939)
- Alain-Adrien Fournier (1931-1983)
- Jean Fous (1901-1971)
- André Foy (1886-1953)
- Alexandre Fragonard (1780-1850)
- Jean-Honoré Fragonard (1732-1806)
- Marie-Anne Fragonard (1745-1823)
- Anne Français (1909-1995)
- Louis Français (1814-1897)
- Alexandre Thomas Francia (1815-1884)
- André François (1915-2005)
- Guy François (1578-1650)
- Frank-Will (1900-1951)
- Jean-Pierre Franque (1774-1860)
- Charles Frechon (1856-1929)
- Martin Fréminet (1567-1619)
- Charles-Théodore Frère (1814-1886)
- Pierre-Édouard Frère (1819-1886)
- Edmond Freess (1938-2016)
- Émile Friant (1863-1932)
- Othon Friesz (1879-1949)
- Bernard Frize (1954-...)
- Gérard Fromanger (1939-...)
- Nicolas Froment (1435-1486)
- Eugène Fromentin (1820-1876)
- Monique Frydman (1943-...)
- Charlotte Eustache Sophie de Fuligny-Damas (1741-1828)
- Jean Fusaro (1925-...)

### G
- François Gabin (1957-)
- Jacques Gachot (1885-1954)
- Aline Gagnaire (1911-1997)
- Bénigne Gagneraux (1756-1795)
- Louis Gaidan (1847-1925)
- Jean de Gaigneron (1890-1976)
- Christian Gaillard (1951-2018)
- Pierre Gaillardot (1910-2001)
- Serge Gainsbourg (1928-1991)
- Léon Galand (1872-1960)
- Marthe Galard (1884-1961)
- Prosper Galerne (1836-1922)
- Eugène Galien-Laloue (1854-1941)
- François Gall (peintre) (1912-1987)
- Daniel Gallais (1951-)
- Pierre-Victor Galland (1822-1892)
- Françoise Galle (1940-)
- Joséphine de Gallemant (1785-1836)
- Octave Gallian (1855-1918)
- Sauveur Galliero (1914-1963)
- Léon Gambier (1917-2007)
- Jacques Gamelin (1738-1803)
- Pierre Gandon (1899-1990)
- Gao Xingjian (1940-...)
- Léon Gard (1901-1979)
- Auguste Gardanne (1840-1890)
- Germaine Gardey (1904-1995)
- Raoul du Gardier (1871-1952)
- Joseph Garibaldi (1863-1941)
- Auguste Simon Garneray (1785-1824)
- Ambroise Louis Garneray (1783-1857)
- Étienne-Barthélémy Garnier (1759-1849)
- Michel Garnier (1753-1819)
- Pierre Garnier (1847-1937)
- Thérèse Garnier (1776-1844)
- Jean Garonnaire (1945-...)
- Gérard Garouste (1946-...)
- Charley Garry (1891-1973)
- Henri Gascar (1635-1701)
- Pierre Gastaud (1920-2009)
- Georges Gasté (1869-1910)
- René Gaston-Lagorre (1913-2004)
- Jean Gaudaire-Thor (1947-...)
- Léon Gaudeaux (1893-1947)
- Alphonse Gaudefroy (1845-1936)
- Marie-Laurence Gaudrat (1952-...)
- Roland Gaudillière (1931-1998)
- Paul Gauguin (1848-1903)
- Dominique Gauthier (1953-...)
- Oscar Gauthier (1921-2009)
- Amand Gautier (1825-1894)
- Firmin Gautier (1838-1877)
- Théophile Gautier (1811-1872)
- Jacques Gautier d'Agoty (1716-1785)
- Jean-Baptiste André Gautier-Dagoty (1740-1786)
- Pierre Gautiez (1923-2006)
- Jacques Gay (1851-1925)
- Édouard Gelhay (1856-1939)
- Claude Gellée (1600-1682)
- Annick Gendron (1939-2008)
- Lucien Génin (1894-1953)
- Albert Genta (1901-1989)
- Jean Geoffroy (1853-1924)
- Géo-Fourrier (1898-1966)
- Gisèle Georges-Mianes (1928-...)
- Michel Georges-Michel (1883-1985)
- François Gérard (1770-1837)
- Henry Gérard (1860-1925)
- Marguerite Gérard (1761-1837)
- Théodore Géricault (1791-1824)
- Jacques Germain (1915-2001)
- Paul-Élie Gernez (1888-1948)
- Jean-Léon Gérôme (1824-1904)
- Paul Gervais (1859-1944)
- Henri Gervex (1852-1929)
- Antoine Marius Gianelli (1896-1983)
- Jean-Amédée Gibert (1869-1945)
- Joseph Marc Gibert (1806-1884)
- Théophile Gide (1822-1890)
- Régis François Gignoux (1814-1882)
- Jean Gigoux (1806-1894)
- Victor Gilbert (1847-1933)
- André Gill (1840-1885)
- Pierre Gilles (1913-1993)
- Numa François Gillet (1868-?)
- Claude Gillot (1673-1722)
- Françoise Gilot (1921-...)
- Pierre Gilou (1938-...)
- Georges Gimel (1898-1962)
- Charles Gir (1883-1941)
- Pierre Girard (peintre) (1806-1872)
- Catherine Girardon (1630-1698)
- Eugène Giraud (1806-1881)
- Sébastien Charles Giraud (1819-1892)
- Victor Giraud (1840-1871)
- Pierre Girieud (1876-1948)
- David-Eugène Girin (1848-1917)
- Anne-Louis Girodet de Roucy (1767-1824)
- Paul Girol (1911-1988)
- Achille Giroux (1816-1854)
- Léon Gischia (1903-1991)
- Stéphane Gisclard (1966-...)
- Auguste-Barthélemy Glaize (1807-1893)
- Albert Gleizes (1881-1953)
- Pierre Gobert (1662-1744)
- Nathalie Gobin (1964-1992)
- Lionel Godart (1949-2020)
- Alfred Godchaux (1839-1907)
- Émile Godchaux (1860-1938)
- Roger Godchaux (1878-1958)
- Camille Godet (1879-1966)
- Adrien Godien (1873-1949)
- Jacques Godin (1956-)
- Alain Godon (1964-...)
- Norbert Gœneutte (1854-1894)
- Claude Goiran (1960)-...)
- Emmanuel Gondouin (1883-1934)
- Moris Gontard (1940-...)
- Nathalie Gontcharoff (1881-1962)
- Eva Gonzalès (1849-1883)
- Auguste François-Marie Gorguet (1862-1927)
- Jean Gorin (1899-1981)
- Gérard Gosselin (1933-...)
- Jean-Richard Goubie (1842-1889)
- Jean-Gabriel Goulinat (1883-1972)
- Jeanne Goupil (1950-...)
- Claude Gozlan (1930-2006)
- Frédéric Gracia (1959-...)
- Paul Victor Grandhomme (1851-1944)
- Jacques-Louis-Michel Grandin (1776-1853)
- Edmond Grandjean (1844-1908)
- Louis Marius Eugène Grandjean (1811-1889)
- Jeanne Granès (1870-1923)
- François Marius Granet (1775-1849)
- Laurence Granger (1951-...)
- Laurent Grasso (1972-...)
- Guy-Rachel Grataloup (1934-...)
- Charles Louis Gratia (1815-1911)
- Roman Greco (1904-1989)
- Alexandre Grellet (1835-1918)
- René Gréory (1895-1967)
- Prosper Grésy (1801-1874)
- Anna Greuze (1762-1842)
- Jean-Baptiste Greuze (1725-1805)
- Arthur Grimaud (1784-1820)
- Thérèse Grimont (1901-?)
- Alexis Grimou (1678-1733)
- Antoine Grivolas (1843-1902)
- Pierre Grivolas (1823-1906)
- Claude Grobéty (1940-2016)
- François-Frédéric Grobon (1815-1901)
- Marcellin de Groiseilliez (1837-1879)
- Henriette Gröll (1906-1996)
- Marcel Gromaire (1892-1971)
- Antoine-Jean Gros (1771-1835)
- Jean-Baptiste Louis Gros (1793-1870)
- François Groslière (1961-...)
- Francis Gruber (1912-1948)
- Eugénie Grün (1821-1883)
- Jules Grün (1868-1938)
- Maurice Grün (1869-1947)
- René Marcel Gruslin (1910-1983)
- Patrick Guallino (1943-)
- Fidel Gudin (1800-1874)
- Henriette Gudin (1825-1876)
- Théodore Gudin (1802-1880)
- Ferdinand Gueldry (1858-1945)
- Henri Guérard (1846-1897)
- Jeanne Guérard-Gonzalès (1856-1924)
- Anne Guéret (1760-1805)
- Louise Catherine Guéret (1755-1851)
- Ernest Guérin (1887-1952)
- Jean Michel Prosper Guérin (1838-1917)
- Jean-Urbain Guérin (1760-1836)
- Charles Guérin (1875-1939)
- Pierre-Narcisse Guérin (1774-1833)
- Aline Guérin-Billet (1865-1939)
- Laurent Guétal (1841-1892)
- Fernand Guey (1877-1964)
- Henri Guibal (1947-)
- Laure Guibert (1968-...)
- Lionel Guibout (1959-...)
- Joseph Guichard (1806-1880)
- Jeannette Guichard-Bunel (1957-...)
- Vincent Guignebert (1921-2010)
- Adrien Guignet (1816-1854)
- Paul Guigou (1834-1871)
- Narcisse Guilbert (1878-1942)
- Charles Guillaud (1925-2014)
- Albert Guillaume (1873-1942)
- Armand Guillaumin (1841-1927)
- Claude Guilleminet (1821-1885)
- Pierre Désiré Guillemet (1827-1878)
- Bruno Guillermin (1878-1947)
- Guillaume Guillon-Lethière (1760-1832)
- Octave Denis Victor Guillonnet (1872-1967)
- Alfred Guillou (1844-1926)
- Jeannine Guillou (1909-1946)
- Marius Guindon (1831-1918)
- Georges Guinegault (1893-1982)
- Hélène Guinepied (1883-1937)
- Claude Guinet (?-1512/1513)
- Henri Guinier (1867-1927)
- Lucien-Victor Guirand de Scevola (1871-1950)
- James Guitet (1925-2010)
- Adolphe Gumery (1861-1943)
- Maximilienne Guyon (1868-1903)
- Antoine-Patrice Guyot (1777-1845)
- Christian Guy (1948-2006)
- Hannah Guyard (1837-1878)
- Constantin Guys (1802-1892)

### H
- Michel Haas (1934-2019)
- Terry Haass (1923-2016)
- Sabine Hackenschmidt (1873-1939)
- Auguste Hadamard (1823-1886)
- Roger Charles Halbique (1900-1977)
- Claude Guy Hallé (1652-1736)
- Daniel Hallé (1614-1675)
- Noël Hallé (1711-1781)
- Paul Antoine Hallez (1872-1965)
- Marek Halter (1936-...)
- André Hambourg (1909-1999)
- Jean-Louis Hamon (1821-1874)
- Jean-Pierre Hamonet (1932-2007)
- Léon Hamonet (1877-1953)
- Hector Hanoteau (1823-1890)
- Simon Hantaï (1922-2008)
- Henri Joseph Harpignies (1819-1916)
- Fulchran-Jean Harriet (1778-1805)
- Francis Harburger (1905-1998)
- Hans Hartung (1904-1989)
- Claude Hastaire (1946-2020)
- Hortense Haudebourg-Lescot (1785-1845)
- Arnaud d'Hauterives (1933-2018)
- Mathilde Marguerite Hautrive (1881-1963)
- Henri Hayden (1883-1970)
- Jane d'Hazon de Saint-Firmin (1873-1957)
- François Heaulmé (1927-2005)
- Ernest Hébert (1817-1908)
- Georges Hébert (1837-1884)
- André Hébuterne (1894-1992)
- Jeanne Hébuterne (1898-1920)
- Ferdinand Heilbuth (1826-1889)
- Jean-Gaspard Heilmann (1718-1760)
- Jean Hélion (1904-1987)
- Robert Helman (1910- 1990)
- Jean-Jacques Henner (1829-1905)
- Florence Henri (1893-1982)
- Michel Henricot (1941-...)
- Charles Herbel (1656-1702/1703)
- Auguste Herbin (1882-1960)
- Jules Héreau (1829-1879)
- Emma Herland (1855-1947)
- Charles-Henri Herrmann (1933-2013)
- Louis Hersent (1777-1860)
- Adelina-Margarita Hertl (1832-1872)
- Jules-René Hervé (1887-1981)
- Jules Hervé-Mathé (1868-1953)
- Adolphe Hervier (1818-1879)
- Louise Hervieu (1878-1954)
- Sabine Hettner (1907-1985)
- Lucienne Heuvelmans (1881-1944)
- Edmond Heuzé (1884-1967)
- Camille Hilaire (1916-2004)
- Jean-Baptiste Hilaire (1753-1822)
- Eugène-Ernest Hillemacher (1818-1887)
- Léon Hingre (1860-1926)
- Louis Théophile Hingre (1832-1911)
- Alexis Hinsberger (1907-1996)
- Marie Félix Hippolyte-Lucas (1854-1925)
- Guy-Max Hiri (1928-1999)
- Albert Hirsch (1940-...)
- Émile Hirsch (1832-1904)
- René Charles Edmond His (1877-1960)
- Claude Hoin (1750-1817)
- Hippolyte Dominique Holfeld (1804-1872)
- Albert Horel (1876-1964)
- Blanche Hoschedé (1865-1947)
- Georges Hosotte (1936-...)
- Michel-Ange Houasse (1680-1730)
- René-Antoine Houasse (1645-1710)
- Jean-Pierre Houël (1735-1813)
- Jacques Houplain (1920-...)
- Henri Hourtal (1877-1944)
- Laure Houssaye de Léoménil (1806-1866)
- Marius Hubert-Robert (1885-1966)
- Urbain Huchet (1930-...)
- Jean-François Hue (1751-1823)
- Magdeleine Hue (1882-1944)
- Luc Hueber (1888-1974)
- Christophe Huet (II) (1700-1759)
- Jean-Baptiste Huet (1745-1811)
- Paul Huet (1803-1869)
- Jean Hugo (1894-1984)
- Julie Hugo (1797-1865)
- Valentine Hugo (1887-1968)
- Victor Hugo (1802-1885)
- Pierre-Honoré Hugrel (1827-1921)
- Paul Jean Hugues (1891-1950)
- Victor Huguet (1835-1902)
- Esther Huillard (1855-1928)
- Félix Hullin de Boischevalier (1808-1869)
- Léonie Humbert-Vignot (1878-1960)
- Marguerite Huré (1895-1967)
- Fabrice Hyber (1961-...)
- Anne Marguerite Hyde de Neuville (1771-1849)
- Georges Louis Hyon (1840-1913)

### I
- Alexandre Iacovleff (1887-1938)
- Henri-Gabriel Ibels (1867-1936)
- Pierre Igon (1922-2006)
- Jean-Auguste-Dominique Ingres (1780-1867)
- Jean-Marie-Joseph Ingres (1755-1814)
- Joseph Inguimberty (1896-1971)
- Roland Irolla (1935-)
- Jean-Baptiste Isabey (1767-1855)
- Eugène Isabey (1803-1886)
- Émile Isenbart (1846-1921)
- Caspar Isenmann (1430-1480)
- Isidore Isou (1925-2007)
- Michèle Iznardo (1957-...)

### J
- Christian Jaccard (1939-...)
- Alexandre Jacob (1876-1972)
- Max Jacob (1876-1944)
- Alfred Louis Vigny Jacomin (1842-1913)
- Paul Jacoulet (1896-1960)
- Claudius Jacquand (1803-1878)
- Charles Jacque (1813-1894)
- Lucien Jacques (1891-1961)
- Alain Jacquet (1939-2008)
- Danielle Jacqui (1934-...)
- Jacquemart de Hesdin (1355-1414)
- Jeanne Jacquemin (1863-1938)
- Gustave Jean Jacquet (1846-1909)
- Charles Jaffeux (1902-1941)
- Charles Jalabert (1819-1901)
- Paul Jamin (1853-1903)
- Elvire Jan (1904-1996)
- Daniel du Janerand (1919-1990)
- Jean-Claude Janet (1918-2008)
- Sophie Janinet (1779-1819)
- Louis Janmot (1814-1892)
- Louis Aimé Japy (1839-1916)
- Marie-Victoire Jaquotot (1772-1855)
- René Jaudon (1889-1971)
- Gustave Louis Jaulmes (1873-1959)
- Yvonne Jean-Haffen (1895-1993)
- Georges Jeannin (1841-1925)
- Pierre Georges Jeanniot (1848-1934)
- Philippe-Auguste Jeanron (1808-1877)
- Étienne Jeaurat (1699-1789)
- Armand Félix Marie Jobbé-Duval (1821-1889)
- Gaston Jobbé-Duval (1856-1929)
- Paul Jobert (1863-1942)
- Charles Emmanuel Jodelet (1883-1973)
- Tony Johannot (1803-1852)
- Nicolas-René Jollain (1732-1804)
- Lucien Jonas (1880-1947)
- André Jordan (1908-1982)
- Camille Paul Josso (1902-1986)
- Henri Gustave Jossot (1866-1951)
- Georges Joubin (1888-1983)
- Adrienne Jouclard (1882-1972)
- Roger-Joseph Jourdain (1845-1918)
- Adolphe Jourdan (1825-1889)
- Émile Jourdan (1860-1931)
- Monique Journod (1935-)
- François Jousselin (1926-2009)
- Marius Jouve (1843-1909)
- Paul Jouve (1878-1973)
- François Jouvenet (1664-1749)
- Jean Jouvenet (1644-1717)
- Cécile Jubert (1885-1979)
- Jean-Luc Juhel (1953-...)
- Rodolphe Julian (1839-1907)
- Charlotte Julian (1951-...)
- Simon Julien (1735-1800)
- Renée Jullien (1903-1999)
- Gustave Jundt (1830-1884)
- Carole Jury (1975-)
- Pierre Jutand (1935-)
- Rui Juventin (1916-1997)

### K
- Alexis Kalaeff (1902-1978)
- Vassily Kandinsky (1866-1944)
- Adrien Karbowsky (1855-1945)
- Andrée Karpelès (1885-1956)
- Eska Kayser (1936-...)
- Gabrielle Kayser (1902-1993)
- Lukáš Kándl (1944-...)
- Eugène-Nestor de Kermadec (1899-1976)
- Vasyl Khmeluk (1903-1986)
- Marthe Kiehl (1902-1978)
- Charles Kiffer (1902-1992)
- Michel Kikoine (1892-1968)
- Michel King (1930-...)
- Serge Kislakoff (1897-1980)
- Moïse Kisling (1891-1953)
- Georges-André Klein (1901-1992)
- Yves Klein (1928-1962)
- Yvonne Kleiss-Herzig (1895-1968)
- Piotr Klemensiewicz (1956-...)
- Baladine Klossowska (1886-1969)
- Ben-Ami Koller (1948-2008)
- Bernard Koura (1923-2018)
- Léopold-François Kowalsky (1856-1931)
- Gustave Krabansky (1852-1902)
- Xavier Krebs (1923-2013)
- Léopold Kretz (1907-1990)
- Paul Krôn (1869-1936)
- Kosta Kulundzic (1972-...)

### L
- Charles Toussaint Labadye (1771-1798)
- Philippe Labarthe, dit Ylipe (1936-2003)
- Fernand Labat (1889-1959)
- Jean Labellie (1920-...)
- Adélaïde Labille-Guiard (1749-1803)
- Félix Labisse (1905-1982)
- Pierre-Antoine Labouchère (1807-1873)
- Antoine de La Boulaye (1951-)
- Paul de La Boulaye (1849-1926)
- Jean Émile Laboureur (1877-1943)
- Jean-Pierre Lachaux (1951-)
- Georges Lacombe (1868-1916)
- Georges de Lafage-Laujol (1830-1858)
- Prosper Lafaye (1806-1883)
- Pierre Laffillé (1938-2011)
- Hélène Laffly (1936-2014)
- François Lafon (1846-environ 1920)
- Jacques-Émile Lafon (1817-1886)
- Jean-Jacques Lafon (1955-...)
- Aurore de Lafond de Fénion (1788-1859)
- Charles Nicolas Lafond (1774-1835)
- Charles de La Fosse (1636-1716)
- Roger de La Fresnaye (1885-1925)
- Jeanne Laganne (1900-1995)
- Mady de La Giraudière (1922-2018)
- Jacques Lagrange (1917-1995)
- Louis Jean François Lagrenée (1724-1805)
- Jean-Jacques Lagrenée (1739-1821)
- Irène Lagut (1893-1994)
- Marie de La Hire (1878-1925)
- Laurent de La Hyre (1606-1656)
- Jacques de Lajoüe (1686-1761)
- François Hippolyte Lalaisse (1810-1884)
- Maxime Lalanne (1827-1886)
- Adolphe Lalauze (1838-1906)
- Alphonse Lalauze (1872-1936)
- Jean-Baptiste Lallemand (1716-1803)
- Adolphe Lalyre (1848-1933)
- Louis Lamarque (1912-1991)
- Elisa de Lamartine (1790-1863)
- Jacqueline Lamba (1910-1993)
- Henriette Lambert (1925-2020)
- Pierrette Lambert (1928-...)
- Eugène Lami (1800-1890)
- Eugène Lamoisse (1824-1899)
- Henri-Martin Lamotte (1899-1967)
- Lamy (1921-...)
- Charles Lamy (1689-1743)
- Henri Lamy (1985-...)
- Michel Lamy (1949-...)
- Peronet Lamy (?-1453)
- Nicolas Lancret (1690-1743)
- Charles Landelle (1821-1908)
- Charles-Paul Landon (1761-1826)
- Nadine Landowski (1908-1943)
- Jean-Louis Laneuville (1756-1826)
- Pierre Langlade (1907-1972)
- Xavier de Langlais (1906-1975)
- Lucien Langlet (1927-1985)
- Armand Langlois (1947-)
- Espérance Langlois (1805-1864)
- Eugène Langlois (1824-1888)
- Eustache-Hyacinthe Langlois (1777-1837)
- Jean-Charles Langlois (1789-1870)
- Joséphine Claire Langlois (1841-1927)
- Jérome-Martin Langlois (1779-1838)
- Polyclès Langlois (1813-1872)
- Théophile Langlois de Chèvreville (1803-1845)
- Langlois de Sézanne (1757-1845)
- Patrick Lanneau (1951-...)
- André Lanskoy (1902-1976)
- Emmanuel Lansyer (1835-1893)
- Simon-Mathurin Lantara (1729-1778)
- Lucien Lantier (1879-1960)
- Chantal Lanvin (1929-2013)
- William Laparra (1873-1920)
- Charles Lapicque (1898-1988)
- Charles Lapostolet (1824-1890)
- Robert Lapoujade (1921-1993)
- Pierre Laprade (1875-1931)
- François-Maurice Lard (1864-1908)
- Nicolas de Largillierre (1656-1746)
- Jean-Baptiste de La Rose (1612-1687)
- Pascal de La Rose (1665-1745)
- Jean-François Larrieu (1960-)
- Patrice Larue (1950-)
- Eliane Larus (1944-...)
- Émile Lassalle (1813-1871)
- Paul Noël Lasseran (1868-1933)
- Clarisse Latapie (1838-1903)
- Louis Latapie (1891-1972)
- Eugénie Latil (v. 1798/1808-1879)
- François Vincent Latil (1796-1890)
- Gaston La Touche (1854-1913)
- Georges de La Tour (1593-1652)
- Quentin de La Tour (1704-1788)
- Joseph Latour (1806-1863)
- Achille Laugé (1861-1944)
- Désiré François Laugée (1823-1896)
- Georges Laugée (1852-1937)
- Jacques Laumosnier (1669-1744)
- Jean Launois (1898-1942)
- Jules Laure (1806-1861)
- Marie Laurencin (1883-1956)
- Jules Laurens (1825-1901)
- Jean-Paul Laurens (1838-1921)
- Jean-Pierre Laurens (1875-1932)
- Paul Albert Laurens (1870-1934)
- Pauline Laurens (1850-1941)
- Bruno-Émile Laurent (1928-...)
- Ernest Laurent (1859-1929)
- Marie-Pauline Laurent (1805-1860)
- Sébastien Laurent (1887-1973)
- Henri Laurent-Desrousseaux (1862-1906)
- Patrice Laurioz (1959-...)
- Lucien Lautrec (1909-1991)
- Barthélemy Lauvergne (1805-1871)
- Jeanne Lauvernay-Petitjean (1875-1955)
- Abel Lauvray (1870-1950)
- Charles Laval (1861-1894)
- Adrien Lavieille (1848-1920)
- Andrée Lavieille (1887-1960)
- Eugène Lavieille (1820-1889)
- Marie Adrien Lavieille (1852-1911)
- Marie Ernestine Lavieille (1852-1937)
- Bertrand Lavier (1949-...)
- Marie-Élisabeth Laville-Leroux (1769-1842)
- Élodie La Villette (1848-1917)
- Joseph-Fortuné-Séraphin Layraud (1833-1913)
- Meyer Lazar (1923-1995)
- Raoul Lazar (1938-...)
- Amanda Lear (19..-...)
- Jean-Jacques Le Barbier (1738-1826)
- Henri Lebasque (1865-1937)
- Marthe Lebasque (1895-1989)
- Abel Leblanc (1919-2019)
- Julien Le Blant (1851-1936)
- Jean-Pierre Le Boul'ch (1940-2001)
- Albert Lebourg (1849-1928)
- Jean-Pierre Le Bras (1931-2017)
- Constant Le Breton (1895-1985)
- Charles Le Brun (1619-1690)
- Louis-Marie Lécharny (1955-...)
- Léon Leclerc (1866-1930)
- Sébastien Leclerc (1637-1714)
- Hippolyte Lecomte (1781-1857)
- Jean-Jules-Antoine Lecomte du Nouÿ (1842-1923)
- Pascal Lecocq (1958-...)
- Yvon Le Corre (1939-...)
- Andrée Le Coultre (1917-1986)
- Marc Le Coultre (1946-)
- Raimond Lecourt (1882-1946)
- Marguerite-Zéolide Lecran (1819-1897)
- Maurice Lederlé (1887-1988)
- Jeanne-Philiberte Ledoux (1767-1840)
- Georges Leduc (1906-1968)
- Michel Maximilien Leenhardt (1853-1941)
- Lionel Le Falher (1957-2008)
- Henri Le Fauconnier (1881-1946)
- Claude Lefèbvre (1637-1675)
- Jules Lefebvre (1834-1912)
- Robert Lefèvre (1756-1830)
- René Le Forestier (1903-1972)
- Jules Lefranc (1887-1972)
- Jean Le Gac (1936-...)
- Chantal Legendre (1954-...)
- Jean-Philippe-Gui Le Gentil Paroy (1750-1824)
- Fernand Léger (1881-1955)
- Amélie Legrand de Saint-Aubin (1797-1878)
- François Legrand (1951-...)
- Denise Legrix (1910-2010)
- Alphonse Legros (1837-1911)
- Sébastien Le Guen (1971-...)
- Lucien Le Guern (1914-1981)
- Alphonse Le Hénaff (1821-1884)
- Henri Lehmann (1814-1882)
- Léon Lehmann (1873-1953)
- Louis-François Lejeune (1775-1848)
- Adolphe-Frédéric Lejeune (1849-1913)
- Philippe Lejeune (1924-2014)
- Anne-Louise Le Jeuneux (?-1794)
- Léopold Lelée (1872-1947)
- Jules Leleu (1883-1961)
- Adolphe Pierre Leleux (1812-1891)
- Armand Leleux (1818-1885)
- Eugène Leliepvre (1908-2013)
- Alexandre-Louis Leloir (1843-1884)
- Auguste Leloir (1809-1892)
- Maurice Leloir (1853-1940)
- René Lelong (1871-1933)
- Louis Lemaire (1824-1910)
- Madeleine Lemaire (1845-1928)
- Adrien Lemaître (1863-1944)
- Germain Le Mannier (actif entre 1537 et 1559)
- Georges-Jean Lemare (1866-1942)
- Jacques Le Maréchal (1928-2016)
- Sophie Lemire (1783-1846)
- Jean Le Moal (1909-2007)
- Simone Le Moigne (1911-2001)
- Jacques-Antoine-Marie Lemoine (1751-1824)
- Marie-Victoire Lemoine (1754-1820)
- Pierre-Antoine Lemoine (1605-1665)
- Jean-Julien Lemordant (1878-1968)
- François Lemoyne (1688-1737)
- Jacques Le Moyne de Morgues (1533-1588)
- Aimé de Lemud (1816-1887)
- Antoine Le Nain (1588-1648)
- Louis Le Nain (1593-1648)
- Mathieu Le Nain (1607-1677)
- Pierre Lenfant (1704-1787)
- Jules Henri Lengrand (1907-2001)
- Jules Lenepveu (1819-1898)
- Jean le Noir (actif entre 1335 et 1380)
- Charles-Amable Lenoir (1860-1926)
- Alexandre Lenoir (1992-...)
- Alain Le Nost (1934-...)
- Maurice Léonard (1899-1971)
- Claude Lepape (1913-1994)
- Georges Lepape (1887-1971)
- Ludovic-Napoléon Lepic (1839-1889)
- Stanislas Lépine (1835-1892)
- Eugène Lepoittevin (1806-1870)
- Marcel Leprin (1891-1933)
- Léopold Leprince (1800-1847)
- Xavier Leprince (1799-1826)
- Jean-Baptiste Le Prince (1734-1781)
- Henri Lerambert (1550-1608)
- Henry Lerolle (1848-1929)
- Auguste Leroux (1871-1954)
- Georges Paul Leroux (1877-1957)
- Lucienne Leroux (1903-1981)
- Emma Leroux de Lincy (1807-1879)
- Edmond Leroy dit Leroy-Dionet (1860-1939)
- Jules Leroy (1833-1865)
- Paul Leroy (1860-1942)
- Augustin Lesage (1876-1954)
- Maurice Le Scouëzec (1881-1940)
- Léonie Lescuyer (1829-1899)
- Henri Le Sidaner (1862-1939)
- Adolphe Alexandre Lesrel (1839-1929)
- Ernest Lessieux (1848-1925)
- Émile-Aubert Lessore (1805-1876)
- Alain Lestié (1944-...)
- Jacques Lestrille (1904-1985)
- Eustache Lesueur (1617-1655)
- Pierre Le Tellier (1614-1702)
- Ray Letellier (1921-2009)
- Jean-Claude Lethiais (1941-...)
- Eugène Letourneau (1836-1872)
- Pierre Le Trividic (1898-1960)
- Pierre Letuaire (1798-1885)
- Félix Louis Leullier (1811-1882)
- Louis Levacher (1934-1983)
- Louise Le Vavasseur (1891-1974)
- Alphonse Hippolyte Joseph Leveau (1815-1871)
- Théodore Levigne (1848-1912)
- Lise Levitzky (1926-2022)
- René Levrel (1900-1981)
- Émile Lévy (1826-1890)
- Henri-Léopold Lévy (1840-1904)
- Léopold Lévy (1882-1966)
- Rachel Lévy-Bloch (1894-?)
- Yvonne Lévy-Engelmann (1894-1955)
- Lucien Lévy-Dhurmer (1865-1953)
- Victor Leydet (1861-1904)
- Eugène Leygue (1813-1877)
- Ferdinand Lhérie (1803-1848)
- Léon Lhermitte (1844-1925)
- André Lhote (1885-1962)
- Nestor L'Hôte (1804-1842)
- Léon-Charles Libonis (1846-1901)
- Esprit-Aimé Libour (1784-1846)
- Roger Limouse (1894-1989)
- Jacques Linard (1597-1645)
- Gustave Lino (1893-1961)
- Jérémy Liron (1980-...)
- Pierre Lissac (1878-1955)
- Alméry Lobel-Riche (1877-1950)
- Julien-Léopold Lobin (1814-1864)
- Gérard Locardi (1915-1998)
- Claude-Max Lochu (1951-)
- Henri-Charles Loeillot (1798-1864)
- Marianne Loir (1715-1769)
- Maurice Loirand (1922-2008)
- Gustave Loiseau (1865-1935)
- Jacques Loiseau (1920-2010)
- Alfred Lombard (1884-1973)
- Louis Anselme Longa (1809-1869)
- Inès Longevial (1990-...)
- Paul de Longpré (1855-1911)
- Charles Longueville (1829-1882)
- Charles van Loo (1705-1765)
- Louis Michel van Loo (1707-1771)
- Claudine Loquen (1965-...)
- Henriette Lorimier (1775-1854)
- Bernard Loriot (1925-1998)
- Bernard Lorjou (1908-1986)
- Pierre Loti (1850-1923)
- Lucio Loubet (1927-1995)
- Émile Loubon (1809-1863)
- Marie-Sophie Lousier (1775-1844)
- Léopold Loustau (1815-1894)
- Maurice Loutreuil (1885-1925)
- Maurice Louvrier (1878-1954)
- Edmond Louyot (1861-1920)
- Charles Loyeux (1823-1898)
- Marie Lucas-Robiquet (1858-1959)
- Frédéric Luce (1896-1974)
- Maximilien Luce (1858-1941)
- Évariste-Vital Luminais (1821-1896)
- Jean Lurçat (1892-1966)
- Colette Lussan (1936-...)
- Corneille de Lyon (vers 1500-1575)

### M
- Élisée Maclet (1881-1962)
- Paul Madeline (1863-1920)
- Maduzac (1931-...)
- Dominique Antoine Magaud (1817-1899)
- Françoise Magrangeas (1949-2011)
- Richard Maguet (1896-1940)
- Berthold Mahn (1881-1975)
- Albert Maignan (1845-1908)
- Paul Maïk (1894-1985)
- Jean-Denis Maillart (1913-2004)
- Fernand Maillaud (1862-1948)
- Aristide Maillol (1861-1944)
- Lucien Mainssieux (1885-1958)
- Carlo Maiolini (1940-)
- André Maire (1898-1984)
- Maître de Saint Gilles anonyme (actif à Paris vers 1500)
- Jacques Majorelle (1886-1962)
- Robert Malaval (1937-1980)
- Eugène de Malbos (1811-1858)
- Jean-Denis Malclès (1912-2002)
- Albert Malet (1912-1986)
- Charles Malfroy (1862-1918)
- Guy de Malherbe (1958-...)
- Jeanne Malivel (1895-1926)
- Jean-Baptiste Mallet (1759-1835)
- Jean Malouel (1396-1415)
- Franc Malzac (1865-1920)
- Bernard Mandeville (1921-2000)
- Emmanuel Mané-Katz (1894-1962)
- Alfred Manessier (1911-1993)
- Édouard Manet (1832-1883)
- Julie Manet (1878-1966)
- Marius Mangier (1867-1952)
- Adrien Manglard (1695-1760)
- Henri Manguin (1874-1949)
- Jean Gaston Mantel (1914-1995)
- Maria Manton (1910-2003)
- Georges Manzana-Pissarro (1871-1961)
- Evelyn Marc (1915-1992)
- Marcel-Lenoir (1872-1931)
- Jean Marchand (1883-1940)
- Joseph Marchand (1758-1843)
- Louis Marchand des Raux (1902-2000)
- Jean-Paul Marchandiau (1947-2012)
- Guillaume de Marcillat  (v. 1470-1529)
- Camille Marcille (1816-1875)
- Louis Marcoussis (1878-1941)
- Nelly Marez-Darley (1906-2001)
- Prosper Marilhat (1811-1847)
- Maurice Marinot (1882-1960)
- Simon Marmion (1425-1489)
- Georges Maroniez (1865-1933)
- Albert Marquet (1875-1947)
- Henri Marret (1878-1964)
- Paule Marrot (1902-1987)
- Lucien Martial (1892-1987)
- Alexandrine Martin (1816-1886)
- Claude-René Martin (1885-?)
- Étienne Martin (1856-1945)
- Henri Martin (1860-1943)
- Irma Martin (1814-1876)
- Jacques Martin (1844-1919)
- Jean Martin (1911-1996)
- Jean-Baptiste Martin (1659-1735)
- Jean-Marie Martin (1922-2012)
- Laure Martin (XXe)
- Maurice Martin (1894-1978)
- Charles Martin-Sauvaigo (1881-1970)
- Martine Martine (1932-...)
- Antoine Martinez (1913-1970)
- Charlotte Martner (1781-1839)
- Jacqueline Marval (1866-1932)
- Alfred Marzin (1880-1943)
- Paul Mascart (1874-1958)
- Jean Massé (1856-1950)
- Jean-Baptiste Massé (1687-1767)
- Samuel Massé (1672-1753)
- Alphonse-Charles Masson (1814-1898)
- André Masson (1896-1987)
- Françoise Matheran (1929-1998)
- Paul Mathey (1844-1929)
- Armand-Emile Mathey-Doret (1853-1931)
- Georges Mathieu (1921-2012)
- Marinette Mathieu (1903-2002)
- Henri Matisse (1869-1954)
- Louis Matout (1811-1888)
- Henri Mauduit (1917-2007)
- Maxime Maufra (1861-1918)
- Jean-Baptiste Mauzaisse (1784-1864)
- Edgard Maxence (1871-1954)
- Mayo (1905-1990)
- Jean Mayodon (1893-1967)
- Francine Mayran (1958-...)
- Louis Mazot (1919-1994)
- Corinne Medina-Saludo (1961-...)
- Mathurin Méheut (1882-1958)
- Étienne Mein (1865-1938)
- Ernest Meissonier (1815-1891)
- Joseph Meissonnier (1864-1943)
- Juste-Aurèle Meissonnier (1695-1750)
- Gaston Mélingue (1840-1914)
- Lucien-Étienne Mélingue (1841-1889)
- Charles Mellin (1597-1649)
- Antoine Ignace Melling (1763-1831)
- Louis-Auguste Mélot (?-1899)
- François-Guillaume Ménageot (1744-1816)
- René Ménard (1862-1930)
- Maurice Mendjizky (1890-1951)
- Serge Mendjisky (1929-2017)
- Charles Mengin (1853-1932)
- Frédéric Menguy (1927-2007)
- Charles Menneret (1876-1954)
- Antonin Mercié (1845-1916)
- Charlotte Mercier (1738-1762)
- Philippe Mercier (1689-1760)
- Olivier Merijon (1951-...)
- Hugues Merle (1823-1881)
- Alexis Mérodack-Jeanneau (1873-1919)
- Luc-Olivier Merson (1846-1920)
- Stella Mertens (1896-1986)
- Paul Merwart (1855-1902)
- Jérôme Mesnager (1961-...)
- Lucile Messageot (1780-1803)
- Annette Messager (1943-...)
- Jean Messagier (1920-1999)
- André Louis Mestrallet (1874-1968)
- Lucien Métivet (1863-1932)
- Marcel Mettenhoven (1891-1979)
- Jean Metzinger (1883-1956)
- Suzanne Meunier (1888-1979)
- Victorine Meurent (1844-1927)
- Lazar Meyer (1847-1935)
- Jean-Claude Meynard (1951-...)
- Charles Meynier (1768-1832)
- Mireille Miailhe (1921-2010)
- Achille Etna Michallon (1796-1822)
- Hippolyte Michaud (1823-1886)
- Henri Michaux (1899-1984)
- Robert Micheau-Vernez (1907-1989)
- Georges Michel (1763-1843)
- Pierre Michel (1924-2009)
- Arthur Midy (1877-1944)
- Nicolas Mignard (1606-1668)
- Pierre Mignard (1612-1695)
- Jules Migonney (1876-1929)
- Ksenia Milicevic (1942-)
- Yves Millecamps (1930-)
- Aimé Millet (1819-1891)
- Jean-François Millet (1814-1875)
- Maurice Millière (1871-1946)
- Tony Minartz (1870-1944)
- André Minaux (1923-1986)
- Émile-Louis Minet (1841-1923)
- Ysabel Minoggio-Roussel (1875-?)
- Jean Miotte (1926-2016)
- Lizinska de Mirbel (1796-1849)
- Georges Mirianon (1910-1986)
- André Missant (1908-1977)
- Magdeleine Mocquot (1910-1991)
- Bertrand Mogniat-Duclos (1903-1987)
- Isaac Moillon (1614-1673)
- Louise Moillon (1610-1696)
- Antonin Moine (1796-1849)
- Gustave Moïse (1879-1955)
- Gabriel Moiselet (1885-1961)
- Raymond Moisset (1906-1994)
- Pierre-Étienne Moitte (1722-1780)
- Marc Molk (1972-...)
- Fortuné Mollot (1845-1924)
- George-Daniel de Monfreid (1856-1929)
- Girard-Mond (1892-1980)
- Simon Mondzain (1888-1979)
- Claude Monet (1840-1926)
- Angélique Mongez (1775-1855)
- Pierre-Antoine Mongin (1761-1827)
- Alain Mongrenier (1940-...)
- Bernard Moninot (1949-...)
- Jean Monneret (1922-...)
- Jacques Monory (1924-2018)
- Nicolas-André Monsiau (1754-1837)
- Jean-Gabriel Montador (1947-...)
- Bernard Montagnana (1943-)
- Louis Agricol Montagné (1879-1960)
- Stéphane Montefiore (1971-...)
- Frédéric Montenard (1849-1926)
- Maurice Montet (1905-1997)
- Pierre Eugène Montézin (1874-1946)
- Bruno Montpied (1954-...)
- Louis Monziès (1849-1930)
- Gustave Moreau (1826-1898)
- Louis-Gabriel Moreau (1740-1806)
- Luc-Albert Moreau (1882-1948)
- Michel Moreau (1940-...)
- Camille Moreau-Nélaton (1840-1897)
- Henriette Morel (1883-1956)
- Louise Morel (1898-1974)
- Marie Morel (1954-...)
- Suzanne Morel-Montreuil (1891-1983)
- François Morellet (1926-2016)
- Henry Moret (1856-1913)
- Michèle Morgan (1920-2016)
- Edmond Morin (1824-1882)
- Jacques Morion (1863-1904)
- Berthe Morisot (1841-1895)
- Henri Morisset (1870-1956)
- Mathilde de Morny (1863-1944)
- Aimé Morot (1850-1913)
- Josette Mortier (1928-1976)
- Jean-Jacques Morvan (1928-2005)
- Patrick Mosconi (1950-...)
- Jean Mosnier (1600-1656)
- Gustav-Adolf Mossa (1883-1971)
- Henri-Paul Motte (1846-1922)
- Yvonne Mottet (1906-1968)
- Victor-Louis Mottez (1809-1897)
- Berthe Mouchel (1864-1951)
- Jean-Luc Moulène (1955-...)
- Mariam Mouliets (1953-...)
- Étienne Moulinneuf (1706-1789)
- Louis Moullin (1817-1876)
- Marcel Mouly (1918-2008)
- Achille Mouret (1817-1897)
- Pierre-Joseph Mousset (1850-1894)
- Georges Moustaki (1934-2013)
- Alphonse Moutte (1840-1913)
- Michel Moy (1932-2007)
- Patrick Moya (1955-...)
- Édouard Moyse (1827-1908)
- Charles Mozin (1806-1862)
- Willy Mucha (1905-1995)
- Jules-Alexis Muenier (1863-1942)
- Charles Müller (1815-1892)
- Dorette Muller (1894-1975)
- Émile Munier (1840-1895)
- Euphémie Muraton (1840-1914)
- Louis Muraton (1850-1919)

### N
- Jean-Claude Naigeon (1753-1832)
- Louis Nallard (1918-2016)
- Célestin Nanteuil (1813-1873)
- Paul Nanteuil (1837-1901)
- Robert Nanteuil (1623-1678)
- Charles-Joseph Natoire (1700-1777)
- Louis Nattero (1870-1915)
- Jean-Marc Nattier (1685-1766)
- Bernard Naudin (1876-1946)
- André-Charles Nauleau (1908-1986)
- Marie-Geneviève Navarre (1735-1795)
- Afi Nayo (1969)
- Louis Neillot (1898-1973)
- Aurélie Nemours (1910-2005)
- Jane Nerée-Gautier (1877-1948)
- Marie Lucie Nessi (1910-1992)
- Alphonse-Marie-Adolphe de Neuville (1836-1885)
- Émile Nickels (1850-1910)
- Jean Nicolle (1610-vers 1650)
- Barthélemy Niollon (1849-1927)
- Stani Nitkowski (1949-2001)
- Anne-Baptiste Nivelon (actif 1750-1764)
- Roger Nivelt (1899-1962)
- Marie-Laure de Noailles (1902-1970)
- Francisque Noailly (1855-1942)
- Auguste Michel Nobillet (1850-1914)
- Jean Nocret (1615-1672)
- Béatrice Nodé-Langlois (1940-...)
- Georges Noël (1924-2010)
- Jules Noël (1810-1881)
- Maxime Noiré (1861-1927)
- François de Nomé (1593-1644)
- Sébastien Norblin (1796-1884)
- Berthe Noufflard (1886-1971)
- Michel Noury (1912-1986)
- Pierre Noury (1743-1804)
- Édouard Auguste Nousveaux (1811-1867)
- Valère Novarina (1942-...)

### O
- Jean Oberlé (1900-1961)
- Blanche Odin (1865-1957)
- Olga Olby (1900-1990)
- Ronan Olier (1949-...)
- Jean-Baptiste Olive (1848-1936)
- Henri Olive-Tamari (1898-1980)
- Olivier O. Olivier (1931-2011)
- Michel-Barthélemy Ollivier (1712-1784)
- Maurice Orange (1867-1916)
- Marthe Orant (1874-1957)
- Xavier Oriach (1927-...)
- Jean d'Orléans (XIVe siècle)
- François d'Orléans (1818-1900)
- Henri d'Orléans (1867-1901)
- Élise Orliac (1822-1900)
- François Auguste Ortmans (1826-1884)
- Osanne (1934-2020)
- Alphonse Osbert (1857-1939)
- Anders Osterlind (1887-1960)
- Lucien Ott (1872-1927)
- Achille Oudinot (1820-1891)
- Eugène-Stanislas Oudinot (1827-1889)
- Georges Oudot (1928-2004)
- Roland Oudot (1897-1981)
- Jean-Baptiste Oudry (1686-1755)
- Pierre-Justin Ouvrié (1806-1879)
- Nicolas Ozanne (1728-1811)
- Pierre Ozanne (1737-1813)

### P
- Germain Paget (1817-1884)
- Henri Pailler (1876-1954)
- Jacques-Nicolas Paillot de Montabert (1771-1849)
- Pierre Palué (1920-2005)
- Michel Pandel (1929-1978)
- Max Papart (1911-1994)
- Dominique Papety (1815-1849)
- Didier Paquignon (1958-...)
- Laurent Parcelier (1962-...)
- Jules Pardonneau (1834-1895)
- Grand'Mère Paris (1906-1982)
- Jean Parmentier (1883-1973)
- Marie-Félix Parmentier (1821-1883)
- Michel Parmentier (1938-2000)
- Jacques-Ignace Parrocel (1667-1722)
- Joseph Parrocel (1646-1704)
- Pierre Parrocel (1670-1739)
- Pierre Parsus (1921-...)
- Marcel Parturier (1901-1976)
- Paul Pascal (1839-vers 1906)
- Jules Pascin (1885-1930)
- Philippe Pasqua (1965-...)
- Jacques Pasquier (1932-...)
- Louis Pastour (1876-1948)
- Pierre Patel (1604-1676)
- Pierre-Antoine Patel (1648-1707)
- Jean-Baptiste Pater (1695-1736)
- Jean Patricot (1865-1928)
- Blaise Patrix (1953-...)
- Isidore Patrois (1815-1884)
- Gen Paul (1895-1975)
- Odette Pauvert (1903-1966)
- Georges Pavec (1875-1963)
- Laurent Pécheux (1729-1821)
- André Pécoud (1880-1951)
- Jean-Bertrand Pégot-Ogier (1877-1915)
- Fernand Pelez (1848-1913)
- Fernand Pelez de Cordova (1820-1899)
- Jacques Pellegrin (1944-...)
- Maurice Pellerier (1875-1962)
- Pierre Pelloux (1903-1975)
- Léon Germain Pelouse (1838-1891)
- Lucien Pénat (1873-1955)
- José Pereira Rodriguez (1940-2016)
- Dominique Pergaut (1729-1808)
- Alexis Joseph Pérignon (1806-1882)
- Melchior Péronard (1805-1881)
- André Benoît Perrachon (1828-1908)
- Wilfrid Perraudin (1912-2006)
- Léon Perrault (1832-1908)
- Jean Perréal (1455/1460-1528)
- Marius Perret (1853-1900)
- François Perrier (1590-1650)
- Michel Perrin (1932-2001)
- Olivier Perrin (1761-1832)
- Jean-Baptiste Perronneau (1715-1783)
- Jean Peské (1870-1949)
- Antoine Pesne (1683-1757)
- Marie-Marguerite Petetin (1933-...)
- Marie Petiet (1854-1893)
- Paul Petit (1920-2009)
- Éliane Petit de La Villéon (1910-1969)
- Edmond Marie Petitjean (1844-1925)
- Hippolyte Petitjean (1854-1929)
- Marie-Antoinette Petit-Jean (1794-1832)
- Léon Petizon (1920-1973)
- Françoise Pétrovitch (1964-...)
- Antoine Pevsner (1886-1962)
- Louis Peyré (1923-2012)
- Alexis Peyrotte (1699-1769)
- Adolphe Phalipon (1800-1867)
- Julie Philipault (1780-1834)
- Dominique Philippe (1947-...)
- Henri Félix Emmanuel Philippoteaux (1815-1884)
- Paul Philippoteaux (1846-1923)
- Jean Piaubert (1900-2002)
- Francis Picabia (1879-1953)
- Georges Picard (1857-1943)
- Hugues Picard (1841-1900)
- Charles Picart Le Doux (1881-1959)
- Jean Picart Le Doux (1902-1982)
- Georgette Piccon (1920-2004)
- Maurice Pico (1900-1977)
- André Picot (1910-1992)
- François-Édouard Picot (1786-1868)
- Henri-Pierre Picou (1824-1895)
- Bernard Piga (1934-2008)
- Jean-Baptiste Marie Pierre (1714-1789)
- Édouard Pignon (1905-1993)
- Henri Pille (1844-1897)
- Jean Pillement (1728-1808)
- Georges Pilley (1885-1974)
- Isidore Pils (1813-1875)
- Jean-Pierre Pincemin (1944-2005)
- Robert Antoine Pinchon (1886-1943)
- Séverine Pineaux (1960-...)
- Édouard Pingret (1785-1869)
- Henri Pinta (1856-1944)
- Camille Pissarro (1830-1903)
- Lucien Pissarro (1863-1944)
- Paul-Émile Pissarro (1884-1972)
- Marcel Pistre (1917-1987)
- Serge Plagnol (1951-...)
- André Planson (1898-1981)
- Nicolas de Plattemontagne (1631-1706)
- Lucien Poignant (1905-1941)
- Théophile Poilpot (1848-1915)
- Armand Point (1861-1932)
- Jacques Poirier (1928-2002)
- Maurice Poirson (1850-1882)
- Jean-Pierre Poisson (1947-...)
- Serge Poliakoff (1900-1969)
- Andrée Pollier (1916-2009)
- Maurice Georges Poncelet (1897-1978)
- Aimé Ponson (1850-1924)
- Raphaël Ponson (1835-1904)
- Henri Pontoy (1888-1968)
- Gustave Popelin (1859-1937)
- Magdeleine Cécile Popelin (1869-1949)
- Jean-Pierre Pophillat (1937-2020)
- Gaston Pottier (1885-1980)
- Henri Pottin (1820-1864)
- Poucette (1935-2006)
- Robert Poughéon (1886-1955)
- Jean Pougny (1892-1956)
- Michel-Marie Poulain (1906-1991)
- Edmond-Marie Poullain (1878-1951)
- Philippe Pourchet (1873-1941)
- Nicolas Poussin (1594-1665)
- Alfred Frank de Prades (1825-1885)
- Gisèle Prassinos (1920-2015)
- Mario Prassinos (1916-1985)
- Valentine Prax (1897-1981)
- Richard de Prémare (1936-...)
- Jacques Prévost (vers 1500-après 1580)
- Nicolas Prévost (1604-1670)
- Paul Preyat (1892-1968)
- René-Xavier Prinet (1861-1946)
- Pierre Prins (1838-1913)
- Léon Printemps (1871-1945)
- Gilbert Privat (1892-1969)
- Gonzague Privat (1843-1917)
- Gaston Prost (1881-1967)
- Victor Prouvé (1858-1943)
- Pierre-Paul Prud'hon (1758-1823)
- Gaston Prunier (1863-1927)
- Pierre Pruvost (1921-2008)
- François Puget (1651-1707)
- Pierre Puget (1620-1694)
- Ferdinand du Puigaudeau (1864-1930)
- Pierre Puvis de Chavannes (1824-1898)
- Jean Puy (1876-1960)

### Q
- Enguerrand Quarton (1412-1466)
- François Quelvée (1884-1967)
- Edme Quenedey des Riceys (1756-1830)
- Gustave Quenioux (1865-1949)
- Bernard Quentin (1923-2020)
- Émile Quentin-Brin (1863-1950)
- François Quesnel (vers 1543-1616)
- Pierre Quesnel (vers 1502-après 1574)
- Claudine Quesniaux (1935-...)
- François-Marie-Isidore Queverdo (1748-1797)
- Fernand Just Quignon (1854-1941)
- Paul Quinsac (1858-1929)
- Roger Quintaine (1921-2005)
- Alphonse Quizet (1885-1955)

### R
- Henri Rachou (1855-1944)
- Othello Radou (1910-2006)
- Jean-François Raffaëlli (1850-1924)
- Auguste Raffet (1804-1860)
- Léon Raffin (1906-1996)
- André Raffray (1925-2010)
- Benoît Rafray (1967-)
- André Ragot (1894-1971)
- Nicolas-Jean-Baptiste Raguenet (1715-1793)
- Alice Rahon (1904-1987)
- Diodore Rahoult (1819-1874)
- Claude Raimbourg (1935-...)
- Germain Raingo-Pelouse (1893-1963)
- Paul Rambié (1919-2020)
- Jules Louis Rame (1855-1927)
- Antoine Ranc (1634-1716)
- Jean Ranc (1674-1735)
- Bernard Rancillac (1931-2021)
- Louis Randavel (1869-1947)
- Paul-Élie Ranson (1861-1909)
- Pierre Raoul (1929-2008)
- Raphaël-Schwartz (1874-1942)
- Raphy (1926-...)
- Henri Rapin (1873-1939)
- Maurice Rapin (1924-2000)
- Ginette Rapp (1933-1998)
- Iris Raquin (1933-2016)
- Louis-François Rathier (1779-1832)
- Charles Francisque Raub (1854-1926)
- Charles Rauch (1791-1857)
- Joseph Raumann (1908-1999)
- Marie Rauzy (1961-...)
- Joseph Ravaisou (1865-1925)
- Théodore Ravanat (1812-1883)
- Léon-Gustave Ravanne (1854-1904)
- René Henri Ravaut (1854-1917)
- Jules Hippolyte Ravel (1826-1898)
- Édouard Ravel de Malval (1822-1900)
- Jacques Raverat (1885-1925)
- François-Auguste Ravier (1814-1895)
- Maurice Ray (1863-1938)
- Raylambert (1889-1967)
- Casimir Raymond (1870-1965)
- Marie Raymond (1908-1989)
- Auguste Raynaud (1854-1937)
- Julien Raynaud (1987-...)
- Martial Raysse (1936-...)
- Maurice Réalier-Dumas (1860-1928)
- Jacques Réattu (1760-1833)
- Fabrice Rebeyrolle (1955-...)
- Paul Rebeyrolle (1926-2005)
- Marie-Thérèse Reboul (1728-1805)
- Roger Reboussin (1881-1965)
- Marius Rech (1945-...)
- Georges Récipon (1860-1920)
- Dorothée Louise Recker (1984-...)
- Georges Redon (1869-1943)
- Odilon Redon (1840-1916)
- Pierre Joseph Redouté (1879-1968)
- André Regagnon (1902-1976)
- Yves Regaldi (1956-)
- Félix Régamey (1844-1907)
- Frédéric Régamey (1849-1925)
- Henri Regnault (1843-1871)
- Jean-Baptiste Regnault (1754-1829)
- Alfred Georges Regner (1902-1987)
- Jacques Auguste Regnier (1787-1860)
- Paul Régny (1918-2013)
- Judit Reigl (1923-2020)
- Karl Reille (1886-1975)
- Thibaut de Reimpré (1949-...)
- Erik Rémès (1964-...)
- Paul Rémy (1897-1981)
- Claude Rémusat (1896-1982)
- Remzi (1928-2015)
- Ary Renan (1857-1900)
- Mary Renard (1849-1925)
- Simon Renard de Saint-André (1613-1677)
- Madeleine Renaud (1900-1994)
- Alfred Renaudin (1866-1944)
- Raymond Renefer (1879-1957)
- Jean Émile Renié (1835-1910)
- Guy Renne (1925-1990)
- Arthur Rennert (1904-1983)
- Irène Reno (1884-1953)
- Auguste Renoir (1841-1919)
- Paul Renouard (1845-1924)
- Allain Renoux (1944-...)
- André Renoux (1939-2002)
- Charles-Caïus Renoux (1795-1846)
- Jules Ernest Renoux (1863-1932)
- Dominique Renson (1956-...)
- Bernard Réquichot (1929-1961)
- Eustache Restout (1655-1743)
- Jacques Restout (1650-1701)
- Jean II Restout (1692-1768)
- Jean-Bernard Restout (1732-1797)
- Marc Restout (1616-1684)
- Thomas Restout (1671-1754)
- Paul Revel (1922-1983)
- Jacques Reverchon (1927-1968)
- Pierre Révoil (1776-1842)
- Jean Revol (1929-2012)
- Marius Rey (1836-1937)
- Florence Reymond (1971-...)
- Paul Reynard (1927-2005)
- François Reynaud (1825-1909)
- Raymond Reynaud (1920-2007)
- Laurent Reynès (1961-...)
- Valentine Reyre (1889-1943)
- Patricia Reznikov (1962-...)
- Cali Rezo (1969-...)
- Perico Ribera (1867-1949)
- Guy Ribes (1948-...)
- Théodule Ribot (1823-1891)
- Georges Ricard-Cordingley (1873-1939)
- Jean Ricardon (1924-2018)
- Fleury François Richard (1777-1852)
- Philippe Richard (1962)
- Hortense Richard (1860-1940)
- Jacques Richard (1951-)
- Théodore Richard (1782-1859)
- Colette Richarme (1904-1991)
- Henri Richelet (1944-...)
- Léon Richet (1847-1907)
- Clémence Richey (1856-1895)
- Jacques Richez (1918-1994)
- Alice Richter (1911-1996)
- Edouard Frederic Wilhelm Richter (1844-1913)
- Raphaëlle Ricol (1974-...)
- Georges-Pascal Ricordeau (1963-...)
- Louis Ridel (1866-1937)
- Marcel Rieder (1862-1942)
- Henri-François Riesener (1767-1828)
- Léon Riesener (1808-1878)
- Élise Rieuf (1897-1990)
- André Louis Pierre Rigal (1888-1953)
- Edmond Rigal (1902-1996)
- Gaspard Rigaud (1661-1705)
- Hyacinthe Rigaud (1659-1743)
- Pierre-Gaston Rigaud (1874-1939)
- Jean Rigaud (1912-1999)
- Michel Rigel (1950-...)
- Édouard Righetti (1924-2001)
- Séverin de Rigné (1914-1989)
- Albert Rigolot (1862-1932)
- Auguste Rigon (1855-1884)
- Jeanne Rij-Rousseau (1870-1956)
- Anna Rimbaut-Borrel (1817-1842)
- René Rimbert (1896-1991)
- Sam Ringer (1918-1986)
- Édouard Riou (1833-1900)
- Louis Riou (1893-1958)
- Louis-Édouard Rioult (1790-1855)
- Jean de Riquer (1912-1993)
- Gustave Riquet (1866-1938)
- Pierre Risch (1943-...)
- Ernest Risse (1921-2003)
- Alix Rist (1922-1980)
- François Ristori (1936-2015)
- Étienne Ritter (1934-1994)
- Antoine Rivalz (1667-1735)
- Lucie Rivel (1910-1995)
- Hubert Rivey (1943-...)
- Marcelle Rivier (1906-1986)
- Charles Rivière (1848-1920)
- Denis Rivière (1945-...)
- Georges Rivière (1855-1943)
- Henri Rivière (artiste) (1864-1951)
- Jean-André Rixens (1846-1925)
- Alcide Théophile Robaudi (1850-1928)
- Manuel Robbe (1872-1936)
- Roberdhay (1917-1993)
- Dom Robert (1907-1997)
- Hubert Robert (1733-1808)
- Nicolas Robert (1610-1685)
- Joseph-Nicolas Robert-Fleury (1797-1890)
- Tony Robert-Fleury (1837-1911)
- André Félix Roberty (1877-1963)
- Marie Lucas Robiquet (1858-1959)
- Gabriel Robin (1902-1970)
- Gabriel Roby (1878-1917)
- Marcel Roche (1890-1959)
- Pierre Roche (1855-1922)
- Georges-Antoine Rochegrosse (1859-1938)
- Paul Roche-Ponthus (1919-2009)
- Émile Rocher (1928-2014)
- Georges Rocher (1927-1984)
- Maurice Rocher (1918-1995)
- Jean-Marc Rochette (1956-...)
- Raymond Rochette (1906-1993)
- Michel Rodde (1913-2009)
- Alphonse Rodet (1890-1975)
- Auguste Rodin (1840-1917)
- Claude Roederer (1924-1988)
- François-Maurice Roganeau (1883-1973)
- Eugène Roger (1807-1840)
- Louis Roger (1874-1943)
- Suzanne Roger (1898-1986)
- Henri-Émile Rogerol (1877-1947)
- Maurice Rogerol (1873-1946)
- Georges Rohner (1913-2000)
- Charlotte Roimarmier (1878-1959)
- Paul-Napoléon Roinard (1856-1930)
- Gérard Roland (1932-2012)
- Alfred Roll (1846-1919)
- Benjamin Rolland (1777-1855)
- Bernard Romain (1944-...)
- Hippolyte Romain (1947-...)
- Dana Roman (1945-...)
- André Romand (1889-1982)
- Adèle Romany (1769-1846)
- Georges Romathier (1927-2017)
- Christophe Ronel (1964-...)
- Marc Ronet (1937-...)
- Élisabeth Ronget (1893-1962)
- Jeanne Rongier (1852-1929)
- Étienne Antoine Eugène Ronjat (1822-1912)
- Jules Ronsin (1867-1937)
- Jean Roque (1880-1926)
- Camille Roqueplan (1803-1855)
- Joseph Roques (1757-1847)
- Rorcha (1976-...)
- Andréas Rosenberg (1906-2002)
- Amédée Rosier (1831-1898)
- Marie-Suzanne Roslin (1734-1772)
- Gaëtan de Rosnay (1912-1992)
- Jeanne Rosoy (XXe)
- Vincent Rossell (1924-2009)
- Édouard Rosset-Granger (1853-1934)
- Louis Rossy (1817-1890)
- Henri-Dominique Roszczewski (1844-1931)
- Rotraut (1938-...)
- François Rouan (1943-...)
- Augustin Rouart (1907-1997)
- Ernest Rouart (1874-1942)
- Stanislas-Henri Rouart (1833-1912)
- André Thomas Rouault (1899-1949)
- Georges Rouault (1871-1958)
- Benjamin Roubaud (1811-1847)
- Auguste Roubille (1872-1955)
- Alexandre Roubtzoff (1884-1949)
- Georges Rouget (1783-1869)
- Jean-Sébastien Rouillard (1789-1852)
- Marie-Antoinette Rouilly Le Chevallier (1925-...)
- Gaston Roullet (1847-1925)
- Jean Rouppert (1887-1979)
- Auguste Roure (1878-1936)
- Henri Rousseau (1844-1910)
- Henri Émilien Rousseau (1875-1933)
- Théodore Rousseau (1812-1867)
- Ker-Xavier Roussel (1867-1944)
- Pierre Roussel (1927-1996)
- Théodore Roussel (1847-1926)
- Hortense Céline Rousselin-Corbeau de Saint-Albin (1816-1874)
- Bruno Rousselot (1957-...)
- Lucien Rousselot (1900-1992)
- Charles Rouvière (1866-1924)
- Yves Rouvre (1910-1996)
- François Geoffroi Roux (1811-1882)
- Marcel Roux (1878-1922)
- Monique de Roux (1946-...)
- Paul Roux (1851-1918)
- Vincent Roux (1928-1991)
- Marius Roux-Renard (1870-1936)
- Henri Rovel (1849-1926)
- Michel Rovelas (1938-...)
- Marius Roy (1833-1921)
- Pierre Roy (1880-1950)
- Ferdinand Roybet (1840-1920)
- Henri Royer (1869-1938)
- Lionel Royer (1852-1926)
- Hyacinthe Royet (1862-1926)
- Robert Roynette (1922-2016)
- Gaude Roza (1903-1975?)
- Félix Rozen (1938-2013)
- Endre Rozsda (1913-1999)
- Stéphane Ruais (1945-...)
- Jean-Marie Rückebusch (1916-1984)
- Sophie Rude (1797-1867)
- Pierre-Marie Rudelle (1932-2015)
- Léon Rudnicki (1873-1958)
- Léon Henri Ruffe (1864-1951)
- Freddy Ruhlmann (1941-2004)
- Marthe Ruhlmann (1905-1983)
- Jean-Claude Rumeau (1777-1839)
- Victorine-Angélique-Amélie Rumilly (1789-1849)
- Jean Rustin (1928-2013)
- Claude Rutault (1941-...)
- Isaachar Ryback (1897-1935)

### S
- Apollonie Sabatier (1822-1890)
- Lionel Sabatté (1975-...)
- François Sablet (1745-1819)
- Émile Sabouraud (1900-1996)
- Cécile Sabourdy (1893-1970)
- Gilles Sacksick (1942-...)
- Adrien Sacquespée (1629-1692)
- Paul Saïn (1853-1908)
- Robert Saint-Cricq (1924-2020)
- Henri de Saint-Delis (1878-1949)
- René de Saint-Delis (1876-1958)
- Prosper Saint-Germain (1804-1875)
- Lucienne de Saint-Mart (1866-1953)
- Niki de Saint Phalle (1930-2002)
- Gaston Casimir Saint-Pierre (1833-1916)
- Marc Saint-Saëns (1903-1979)
- Firmin Salabert (1811-1895)
- Eugénie Salanson (1836-1912)
- Fernand Salkin (1862-1914)
- Marie Sallantin (1946-...)
- Robert-Léon Sallès (1871-1929)
- José San Martin (1951-...)
- Jean-Michel Sanejouand (1934-...)
- Axel Sanson (1975-...)
- Jean-Baptiste Santerre (1658-1717)
- Katia Santibañez (1964-)
- Louise-Joséphine Sarazin de Belmont (1790-1870)
- Arsène Sari (1895-1995)
- Daniel Sarrabat (1666-1748)
- Maurice-Elie Sarthou (1911-1999)
- Antoinette Sasse (1897-1986)
- Alain Satié (1944-2011)
- Marjane Satrapi (1969-...)
- Émile Saudemont (1898-1967)
- Philippe Sauvan (1697-1792)
- Henri Sauvard (1880-1973)
- Maurice Sauvayre (1889-1978)
- Christian Sauvé (1943-2023)
- Robert Savary (1920-2000)
- Pierre Savigny de Belay (1890-1947)
- Jean-Paul Savigny (1933-2001)
- Jules-Auguste-Edmond Savouré (1804-1849)
- Patrick Saytour (1935-...)
- Jules Scalbert (1851-1933)
- Henri Alexis Schaeffer (1900-1975)
- Jean-Frédéric Schall (1752-1825)
- Alexandre Schanne (1823-1887)
- Roger Schardner (1898-1981)
- Ary Scheffer (1795-1858)
- Jean-Jacques Scherrer (1855-1916)
- Gérard Schlosser (1931-...)
- Bruno Schmeltz (1938-...)
- François-Louis Schmied (1873-1941)
- Noémie Schmitt (1859-1916)
- Émile Schneider (1873-1947)
- Gérard Schneider (1896-1986)
- Jean Victor Schnetz (1787-1870)
- Henri Frédéric Schopin (1804-1880)
- Émile Schuffenecker (1851-1934)
- Jacques Schuffenecker (1941-1996)
- Théophile Schuler (1821-1878)
- Adrien Schulz (1851-1931)
- René Schützenberger (1860-1916)
- Gilles Sebhan (1967-...)
- Gaston Sébire (1920-2001)
- Hippolyte Sebron (1801-1879)
- Jean-Baptiste Sécheret (1957-...)
- Francine Ségeste (1935-2008)
- Adrien Seguin (1926-2005)
- Armand Seguin (1869-1903)
- Élodie Seguin (1984-)
- Louis-Gaston de Ségur (1820-1881)
- Guillaume Seignac (1870-1924)
- Jean Seignemartin (1848-1875)
- Michel Sementzeff (1933-2019)
- Adrien Sénéchal (1895-1974)
- Séraphine de Senlis (1864-1942)
- Alexandre Séon (1855-1917)
- Hedva Ser (XXe)
- Jaroslav Serpan (1922-1976)
- Marie-Ernestine Serret (1812-1884)
- Georges Pierre Louis Serrier (1852-1945)
- Bernadette Sers (1928-2000)
- Maurice Sérullaz (1914-1997)
- Paul Sérusier (1864-1927)
- Giovanni Niccolò Servandoni (1695-1766)
- Clément Serveau (1886-1972)
- Eugénie Servières (1786-1855)
- Michel Seuphor (1901-1999)
- Georges Seurat (1859-1891)
- René Seyssaud (1867-1952)
- Ibrahim Shahda (1929-1991)
- Paul Sieffert (1874-1957)
- Paul Sibra (1889-1951)
- Jean-Pierre Antoine Sicard (1719-1796)
- Louis Marie Sicard dit Sicardi (1743-1825)
- Xavier Sigalon (1787-1837)
- Paul Signac (1863-1935)
- Émile Signol (1804-1892)
- Brigitte Sillard (1942-...)
- Brigitte Simon (1926-2009)
- Henry Simon (1910-1987)
- Jeanne Simon (1869-1949)
- Luc Simon (1924-2011)
- Lucien Simon (1861-1945)
- Gabriel-Sébastien Simonet (1909-1990)
- Gustave Singier (1909-1984)
- Anne Slacik (1959-...)
- Anne Smith (1959-...)
- Jeanne Socquet (1928-...)
- Élisabeth Sonrel (1874-1953)
- Carola Sorg (1833-1923)
- Jean-Jacques Sorg (1743-1821)
- Philippe Sokazo (1962-...)
- Apolonia Sokol (1988-...)
- Danielle Souanin (1934-...)
- Alain Soucasse (1951-...)
- Frédéric Soulacroix (1858-1933)
- Pierre Soulages (1919-...)
- Madeleine Soulat (1909-1974)
- Chaïm Soutine (1893-1943)
- Jean Souverbie (1891-1981)
- Marie Salomé Spehner-Bénézit (1870-1950)
- Josette Spiaggia (1939-...)
- Quentin Spohn (1984-...)
- André Spitz (1883-1977)
- Nicolas de Staël (1914-1955)
- Pamela Stanford (1948-...)
- Adolphe Steinheil (1850-1908)
- Auguste Steinheil (1814-1885)
- Théophile Alexandre Steinlen (1859-1923)
- Jacques Stella (1596-1657)
- Charles de Steuben (1788-1856)
- Léopold Stevens (1866-1935)
- Ferdinand Michel Storelli (1808-1884)
- Sébastien Stoskopff (1597-1657)
- Lise Stoufflet (1989-...)
- Marie Octavie Sturel Paigné (1819-1954)
- Carlo Suarès (1892-1976)
- Jean Suau (1755-1841)
- Pierre-Théodore Suau (1789-1856)
- Pierre Subleyras (1699-1749)
- Gaston Suisse (1896-1988)
- Gustave Surand (1860-1937)
- Jean-Jacques Surian (1942-...)
- Léopold Survage (1879-1968)
- Ray Sutter (1920-1988)
- Caroline Swagers (1808-1877)
- Bernard-Édouard Swebach (1800-1870)
- Jacques François Joseph Swebach-Desfontaines (1769-1823)
- Misha Sydorenko (1973-...)
- Joseph-Noël Sylvestre (1847-1926)
- Tancrède Synave (1870-1936)
- Sam Szafran (1934-2019)
- Yvette Szczupak-Thomas (1929-2003)
- Árpád Szenes (1897-1985)

### T
- François Tabar (1819-1869)
- Sylvia Tabet (1964-...)
- Claire Tabouret (1981-...)
- Louise Tagnard (1879-1970)
- Salomon Taib (1877-1954)
- Yvon Taillandier (1926-2018)
- Jean-Joseph Taillasson (1745-1809)
- Francis Tailleux (1913-1981)
- Pierre Tal-Coat (1905-1985)
- Yves Tanguy (1900-1955)
- Michel Tapié (1909-1987)
- Edmond Tapissier (1861-1943)
- Guillaume Taraval (1701-1750)
- Hugues Taraval (1729-1785)
- Nicolas François Octave Tassaert (1800-1874)
- Jean Tassel (1608-1667)
- Robert Tatin (1902-1983)
- Francis Tattegrain (1852-1915)
- Adrien Taunay (1803-1828)
- Nicolas Antoine Taunay (1755-1830)
- Jules Taupin (1863-1932)
- Pascale Taurua (1961-...)
- Joseph Tavernier (1802-1859)
- Julien Louis Tavernier (1879-1939)
- Paul Tavernier (1852-1943)
- Jean Henri Tayan (1855-1931)
- Marguerite Tedeschi (1879-1970)
- Mariette Teisserenc (1940-...)
- Hervé Télémaque (1937-...)
- Monique Tello (1958-...)
- Étienne Terrus (1857-1922)
- Richard Texier (1955-...)
- Julien Thibaudeau (1859-1943)
- Éliane Thiollier (1926-1989)
- Emma Thiollier (1875-1973)
- Jacques Thiout (1913-1971)
- Alain Thomas (1942-...)
- Charles Armand Étienne Thomas (1857-1892)
- Félix Thomas (1815-1875)
- Gilbert Thomas (1949-...)
- René Thomsen (1897-1976)
- Annie Paule Thorel (1954-...)
- Charles Thorin (vers 1600-1635)
- Pierre Thuillier (1799-1858)
- Agnès Thurnauer (1962-...)
- Jean-Luc Tichadou (1954-...)
- Simone Tiersonnier (1910-1999)
- Gustave Tiffoche (1930-2011)
- Félicie Tiger (1820-1890)
- Louise Tilleke (1980-)
- Henriette Tirman (1875-1952)
- Jean-Baptiste-Ange Tissier (1814-1876)
- Jacques Tissinier (1936-2018)
- Jacques-Joseph Tissot (1836-1902)
- Gérard Titus-Carmel (1942-...)
- Yvonne Thivet (1888-1972)
- Charles Toché (1851-1916)
- Louis Tocqué (1696-1772)
- Louis Toffoli (1907-1999)
- Tony Tollet (1857-1953)
- Roger Tolmer (1908-1988)
- Kathy Toma (1944-)
- Louis Toncini (1907-2002)
- Marie Tonoir (1860-1934)
- Roland Topor (1938-1997)
- Laurent Torregrossa (dit LO) (1964-...)
- Édouard Toudouze (1848-1907)
- Auguste Toulmouche (1829-1890)
- Henri de Toulouse-Lautrec (1864-1901)
- Adrien Tournachon (1825-1903)
- Charles de Tournemine (1812-1872)
- Nicolas Tournier (1590-1639)
- Robert Tournières (1667-1752)
- Renée Tourniol (1876-1954)
- Raphaël Toussaint (1937-)
- Jean-Baptiste Jules Trayer (1824-1909)
- Léon Trémisot (1808-1882)
- Caroline Tresca (1959-...)
- Georges Albert Tresch (1881-1948)
- Gérard Trignac (1955-...)
- Eugène Trigoulet (1864-1910)
- Michel Trinquier (1931-)
- Henri Trouillard (1892-1972)
- Clovis Trouille (1889-1975)
- Paul-Désiré Trouillebert (1829-1900)
- François de Troy (1645-1730)
- Jean-François de Troy (1679-1752)
- Constant Troyon (1810-1865)
- Auguste Truphème (1836-1898)
- Serge de Turville (1924-2005)

### U
- Alexandre Urbain (1875-1953)
- Maurice Utrillo (1883-1955)
- André Utter (1886-1948)

### V
- Marie-Thérèse Vacossin (1929-...)
- Pierre Vaillant (1878-1939)
- Valentine Val (1870-1943)
- Pierre Valade (1909-1971)
- Suzanne Valadon (1865-1938)
- Pierre-Henri de Valenciennes (1750-1819)
- Henry Valensi (1883-1960)
- François Valentin (1738-1805)
- Valentin de Boulogne (1591-1632)
- Amélie Valentino (1842-1921)
- Théodore Valerio (1819-1879)
- Charles Valfort (1808-1867)
- Nanine Vallain (1767-1815)
- Anne Vallayer-Coster (1744-1818)
- Félix Vallotton (1865-1925)
- Georges Valmier (1885-1937)
- Lucie Valore (1878-1965)
- Louis Valtat (1869-1952)
- Jean-Noël Vandaele (1952-)
- Anne Van der Linden (1959-...)
- Arthur Van Hecke (1924-2003)
- Francine Van Hove (1942-...)
- Jo Vargas (1957-...)
- Quentin Varin (1570-1634)
- Victor Vasarely (1906-1997)
- Alice Vasselon (1849-1893)
- Édouard Vasselon (1814-1884)
- Marius Vasselon (1841-1924)
- Thierry Vaubourgoin (1944-...)
- Théophile Vauchelet (1802-1873)
- Maurice Vaumousse (1876-1961)
- Ernest Germain Vauthrin (1878-1949)
- Clotilde Vautier (1939-1968)
- Jean-Lubin Vauzelle (1776-1839)
- Paul Vayson (1842-1911)
- Xavier Veilhan (1963-...)
- Alfred Veillet (1882-1958)
- Jean-Pierre Velly (1943-...)
- Bernar Venet (1941-...)
- Gabriel Venet (1884-1954)
- Jean Vénitien (1911-1995)
- André Verdet (1913-2004)
- Fabienne Verdier (1962-...)
- François Verdier (c. 1651-1730)
- Maurice Verdier (1919-2003)
- André Alexandre Verdilhan (1881-1963)
- Louis-Mathieu Verdilhan (1875-1928)
- Raymond Jean Verdun (1873-1954)
- Eugène Vergez (1846-1925)
- Claude Verlinde (1927-...)
- Claude Joseph Vernet (1714-1789)
- Horace Vernet (1789-1863)
- Emile Vernier (1829-1887)
- Émile Vernon (1872-1919)
- Jules Jacques Veyrassat (1828-1893)
- Philippe Veyrin (1900-1962)
- Félix de Vial (1864-1949)
- Claude Viallat (1936-...)
- Jean-Louis Viard (1917-2005)
- Marcel Vicaire (1893-1976)
- Bernard Vidal (1944-...)
- Vuk Vidor (1965-...)
- Maria Elena Vieira da Silva (1908-1992)
- Lucien Vieillard  (1923-)
- Joseph-Marie Vien (1716-1809)
- Joseph-Marie Vien le jeune (1761-1848)
- Élisabeth Vigée-Lebrun (1755-1842)
- Pierre Vignal (1855-1925)
- Henri Vignet (1857-1920)
- André Vignoles (1920-2017)
- Claude Vignon (1593-1670)
- Victor Vignon (1847-1909)
- Fortuné Viguier (1841-1916)
- Henri Villain (1878-1938)
- Emmanuelle Villard (1970-...)
- Jean-Marie Villard (1828-1899)
- Jacques Villeglé (1926-...)
- Marie-Denise Villers (1774-1821)
- Jacques Villon (1875-1963)
- Auguste Vimar (1851-1916)
- Jean Vimenet (1914-1999)
- Pascal Vinardel (1951-...)
- François-André Vincent (1746-1816)
- René Vincent (1879-1936)
- René Antoine Vinchon (1835-1910)
- Catherine Viollet (1953-...)
- Stéphanie de Virieu (1785-1873)
- Claude Viseux (1927-2008)
- Joseph Vivien (1657-1734)
- Louis Vivin (1861-1936)
- Maurice de Vlaminck (1876-1958)
- André Charles Voillemot (1823-1893)
- Guillaume Voiriot (1713-1799)
- Adrien Voisard-Margerie (1867-1954)
- Antoine Vollon (1833-1900)
- Julie Volpelière (1780-1842)
- Aubin Vouet (1595-1641)
- Simon Vouet (1590-1649)
- Rosie Vronski (1937-...)
- Arnould de Vuez (1644-1720)
- Édouard Vuillard (1868-1940)
- Gaston Vuillier (1845-1915)
- Gérard Vulliamy (1909-2005)

### W
- Ferdinand Wachsmuth (1802-1869)
- Madeleine Wagner (1910-2002)
- Jacques Clément Wagrez (1850-1908)
- Charles Walch (1896-1948)
- Charles-Albert Walhain (1877-1936)
- Pierre Joseph Wallaert (1753-1822)
- Daniel Walravens (1944-...)
- François Walter (1755-1830)
- Henry de Waroquier (1881-1970)
- Georges Washington (1827-1910)
- Herminie Waternau (1854-1913)
- Antoine Watteau (1684-1721)
- Jean-Joseph Weerts (1846-1927)
- Gerda Wegener (1886-1940)
- Claude Weisbuch (1927-2014)
- Émile Georges Weiss (1861-1929)
- Adolphe Weisz (1838-1900)
- Paul Welsch (1889-1954)
- Pierre Wemaëre (1913-2010)
- François Willi Wendt (1909-1970)
- Ernest Werle  (1912-1998)
- Sarah Wiame (1949-...)
- Lionel Wibault (1947-...)
- Marcel Wibault (1904-1998)
- Jean-Baptiste Wicar (1762-1834)
- André Wilder (1871-1965)
- Adolphe Léon Willette (1857-1926)
- Anne Willette (1917-1983)
- William Wilson (1952-...)
- Vincent Wimart (1973-...)
- Monique Winckler (1922-2002)
- Jacques Winsberg (1929-1979)
- Pharaon de Winter (1849-1924)
- Prosper Henri Wirth (1869-1947)
- Pierre-André de Wisches (1909-1997)
- Gille Wittig (1938-2009)
- Roger Worms (1907-1980)
- Madeleine Wymbs (1844-1925)

### Y
- Ylipe (1936-2003)
- Baudrin Yvart (1610?-1690)
- Joseph Yvart (1649-1728)
- Adolphe Yvon (1817-1893)

### Z
- Zao Wou-Ki (1920-2013)
- Zarou (1930-2013)
- Gabriel Zendel (1906-1992)
- Xavier Zevaco (1925-2006)
- Félix Ziem (1821-1911)
- Delphine Alexandrine Zier (1817-1904)
- Édouard François Zier (1856-1924)
- Jenny Zillhardt (1857-1939)
- Jules-Émile Zingg (1882-1942)
- Benjamin Zix (1772-1811)
- Achille Zo (1826-1901)
- Henri-Achille Zo (1873-1933)
- Henri Zuber (1844-1909)
- Léon Zanella (1956-...)

## Classement chronologique
Les peintres dont l'œuvre est à cheval sur deux siècles figurent dans les listes de chaque siècle concerné.

### XIVesiècle
- Jean de Beaumetz, (vers 1335-1396)
- Jean le Noir (actif entre 1335 et 1380)
- Jacquemart de Hesdin (1355-1414)
- Jean d'Orléans, actif entre 1356 et 1407

### XVesiècle
- Robert Campin (1378-1445)
- Jean Malouel (1396-1415)
- Enguerrand Quarton (1412-1466)
- Jean Fouquet (1425-1481)
- Simon Marmion (1425-1489)
- Caspar Isenmann (1430-1480)
- Nicolas Froment (1435-1486)
- Jean Perréal (1455 ou 1460-1528)
- Jean Bourdichon, 1456/1457-1520/1521
- Jean Clouet (1480-1541)
- Maître de Saint Gilles anonyme, actif à Paris vers 1500
- Péronet Lamy (?-1453)
- Guillaume de Marcillat (v.1470-1529)
- Anastaise

### XVIesiècle
- Jacques Prévost (vers 1500-après 1580)
- Claude Guinet (?-1512 ou 1513)
- Jean Bourdichon, 1456/1457-1520/1521
- Guillaume de Marcillat  (v. 1470-1529)
- Jean Clouet (1480-1541)
- Nicolas Dipre, ou Nicolas D'Ypres, rarement Nicolas d'Amiens, actif à Avignon de 1495 à 1532
- Jean Cousin l'Ancien (v. 1490 ou 1500-1560)
- Maître de Saint Gilles anonyme, actif à Paris vers 1500
- Corneille de Lyon (1500-1575)
- Pierre Quesnel (vers 1502-après 1574)
- Simon de Châlons (1506-1568)
- François Clouet (1515-1572)
- Antoine Caron (1521-1599)
- Jean Cousin le Jeune (v. 1522 - v. 1594)
- Jacques Le Moyne de Morgues (1533-1588)
- Germain Le Mannier (actif entre 1537 et 1559)
- François Quesnel (vers 1543-1616)
- Pierre Dumonstier I (1545?-1610?)
- Toussaint Dubreuil (1561-1602)
- Martin Fréminet (1567-1619)
- Quentin Varin (1570-1634)
- Daniel Dumonstier (1574-1646)
- Jacques Bellange (1575-1616)
- Guy François (1578-1650)
- Ferdinand Elle (1580-1637)

### XVIIesiècle
- les frères Le Nain (Antoine Le Nain (1588-1648), Louis Le Nain (1593-1648) et Mathieu Le Nain (1607-1677))
- Simon Vouet (1590-1649)
- François Perrier (1590-1650)
- Charles Lamy (1689-1743)
- Valentin de Boulogne (1591-1632)
- François de Nomé (1593-1644)
- Georges de La Tour (1593-1652)
- Nicolas Poussin (1594-1665)
- Jacques Stella (1596-1657)
- Jacques Linard (1597-1645)
- Sebastien Stoskopff (1597-1657)
- Michel Corneille l'Ancien
- Charles Thorin (vers 1600-1635) (1601-1664)
- Philippe de Champaigne (1602-1674)
- Jean Dubois le Vieux (1604-1676)
- Laurent de La Hyre (1606-1656)
- Jean Cotelle l'Aîné (1607-1676)
- Louise Moillon (1609/1610 - 1696)
- Jean Nicolle (1610- vers 1650)
- Jean-Baptiste de La Rose (1612-1687)
- Louis Ferdinand Elle l'Aîné (1612-1689)
- Pierre Mignard (1612-1695)
- Simon Renard de Saint-André (1613-1677)
- Daniel Hallé (1614-1675)
- Pierre Le Tellier (1614-1702)
- Samuel-Jacques Bernard (1615-1687)
- Marc Restout (1616-1684)
- Eustache Lesueur (1617-1655)
- Charles Le Brun (1619-1690)
- Jean-Baptiste de Champaigne (1631-1681)
- Nicolas de Plattemontagne (1631-1706)
- Nicolas de Bar (1632-1695)
- Antoine Benoist (1632-1717)
- Charles de La Fosse (1636-1716)
- Jean Bérain (1640-1711)
- Michel Corneille le Jeune (1642-1708)
- Jean Cotelle le Jeune (1642-1708)
- Jean Chardin (1643-1713)
- Jean Jouvenet (1644-1717)
- Arnould de Vuez (1644-1720)
- François de Troy (1645-1730)
- Nicolas Colombel (1646-1717)
- Élisabeth-Sophie Chéron (1648-1711)
- Louis Ferdinand Elle le jeune (1649-1717)
- Jacques Restout (1650-1701)
- François Verdier (v. 1651-1730)
- Claude Guy Hallé (1652-1736)
- Eustache Restout (1655-1743)
- Nicolas de Largillierre 1656-1746)
- Louis de Boullogne (1657-1733)
- Jérémie Delutel (1657-1728)
- Jean-Baptiste Martin (1659-1735)
- Jean André (1662-1753)
- Guillaume I Cossard (1663-1716)
- François Jouvenet (1664-1749)
- Pascal de La Rose (1665-1745)
- Nicolas Bertin (1667-1736)
- Thomas Restout (1671-1754)
- Alexis Simon Belle (1674-1734)
- Jean-François de Troy (1679-1752)
- Michel-Ange Houasse (1680-1730)

### XVIIIesiècle
- Anne-Louise Le Jeuneux (?-1794)
- Jean Chardin (1643-1713)
- Jean Jouvenet (1644-1717)
- François de Troy (1645-1730)
- Nicolas Colombel (1646-1717)
- Élisabeth-Sophie Chéron (1648-1711)
- Claude Guy Hallé (1652-1736)
- Eustache Restout (1655-1743)
- Louis de Boullogne (1657-1733)
- Jérémie Delutel (1657-1728)
- Thomas Restout (1671-1754)
- Antoine Pesne (1683-1757)
- Antoine Watteau (1684-1721)
- Jean-Marc Nattier (1685-1766)
- Jean-Baptiste Oudry (1686-1755)
- Nicolas Lancret (1690-1743)
- Jean-Baptiste Pater (1695-1736)
- Jean Siméon Chardin (1699-1779)
- Étienne Jeaurat (1699-1789)
- Charles-Joseph Natoire (1700-1777)
- Joseph Aved (1702-1766)
- François Boucher (1703-1770)
- Maurice Quentin de La Tour (1704-1788)
- Charles van Loo (1705-1765)
- Louis Michel van Loo (1707-1771)
- Noël Hallé (1711-1781)
- Guillaume Voiriot (1713-1799)
- Claude Joseph Vernet (1714-1789)
- Marianne Loir (1715-1769)
- Carmontelle (1717-1806)
- Jean-Pierre Antoine Sicard (1719-1796)
- Joseph Siffrein Duplessis (1725-1802)
- Jean-Baptiste Greuze (1725-1805)
- Françoise Duparc (1726-1778)
- Michel-Bruno Bellengé (1726-1793)
- François-Hubert Drouais (1727-1775)
- Jean-Baptiste Deshays de Colleville (1729-1765)
- Dominique Pergaut (1729-1808)
- Jean Bardin (1732-1809)
- Jean-Honoré Fragonard (1732-1806)
- Hubert Robert (1733-1808)
- Marie-Suzanne Roslin (1734-1772)
- Marie-Geneviève Navarre (1735-1795)
- Jean François Donvé (1736-1799)
- Charlotte Mercier (1738-1762)
- Louis Marie Sicard dit Sicardi (1743-1825)
- Marie-Anne Fragonard (1745-1823)
- Anne Vallayer-Coster (1744-1818)
- Jacques-Louis David (1748-1825)
- Charles Eschard (1748-1810)
- Adélaïde Labille-Guiard (1749-1803)
- Jean-Philippe-Gui Le Gentil Paroy (1750-1824)
- Rosalie Filleul (1753-1794)
- Marie-Victoire Lemoine (1754-1820)
- Jean-Baptiste Regnault (1754-1829)
- Louise Catherine Guéret (1755-1851)
- Élisabeth Vigée-Lebrun (1755-1842)
- Louis-Désiré-Joseph Donvé (1760-1802)
- Anne Guéret (1760-1805)
- Rose-Adélaïde Ducreux (1761-1802)
- Marie-Adélaïde Duvieux (1761-1799)
- Marie-Élisabeth Lemoine (1761-1811)
- Jeanne-Élisabeth Chaudet (1761-1832)
- Marguerite Gérard (1761-1837)
- Louis Léopold Boilly (1761-1845)
- Marie-Gabrielle Capet (1761-1818)
- Anna Greuze (1762-1842)
- Marie-Geneviève Bouliard (1763-1825)
- Charles-Marie-François Diot (1766-1832)
- Thomas Henry (1766-1836)
- Nanine Vallain (1767-1815)
- Anne-Louis Girodet de Roucy (1767-1824)
- Jeanne-Philiberte Ledoux (1767-1840)
- Constance-Marie Charpentier (1767-1849)
- Jean-Baptiste Isabey (1767-1855)
- Marie-Guillemine Benoist (1768-1826)
- Adélaïde Binart (1769-1832)
- Marie-Élisabeth Laville-Leroux (1769-1842)
- Adèle Romany (1769-1846)
- François Gérard (1770-1837)
- Charles Toussaint Labadye (1771-1798)
- Antoine-Jean Gros (1771-1835)
- Benjamin Zix (1772-1811)
- Pancrace Bessa (1772-1846)
- Marie-Victoire Jaquotot (1772-1855)
- Sophie-Clémence de Lacazette (1774-1854)
- Marie-Denise Villers (1774-1821)
- Pierre-Narcisse Guérin (1774-1833)
- Pauline Auzou (1775-1835)
- Henriette Lorimier (1775-1854)
- Marie-Sophie Lousier (1775-1844)
- Constance Mayer (1775-1821)
- Angélique Mongez (1775-1855)
- Élise Bruyère (1776-1847)
- Thérèse Garnier (1776-1844)
- Jacques-Louis-Michel Grandin (1776-1853)
- Sophie Charrin (1778-1856)
- Marie-Éléonore Godefroid (1778-1849)
- Pierre-Charles Chauffer (1779-1856)
- Lucile Messageot (1780-1803)
- Anne-Baptiste Nivelon (actif 1750-1764)

### XIXesiècle
- Marie-Anne Fragonard (1745-1823)
- Jeanne Marie de la Balmondière (1750-1840)
- Marie-Gabrielle Capet (1761-1818)
- Jeanne-Élisabeth Chaudet (1761-1832)
- Marguerite Gérard (1761-1837)
- Louis Léopold Boilly (1761-1845)
- Anna Greuze (1762-1842)
- Marie-Geneviève Bouliard (1763-1825)
- Thomas Henry (1766-1836)
- Nanine Vallain (1767-1815)
- Anne-Louis Girodet de Roucy (1767-1824)
- Jeanne-Philiberte Ledoux (1767-1840)
- Constant Bourgeois (1767-1841)
- Constance-Marie Charpentier (1767-1849)
- Marie-Guillemine Benoist (1768-1826)
- Adélaïde Binart (1769-1832)
- Marie-Élisabeth Laville-Leroux (1769-1842)
- Adèle Romany (1769-1846)
- François Gérard (1770-1837)
- Antoine-Jean Gros (1771-1835)
- Anne Marguerite Hyde de Neuville (1771-1849)
- Pancrace Bessa (1772-1846)
- Marie-Victoire Jaquotot (1772-1855)
- Marie-Denise Villers (1774-1821)
- Pierre-Narcisse Guérin (1774-1833)
- Pauline Auzou (1775-1835)
- Eugénie Delaporte (v. 1775-1864)
- Henriette Lorimier (1775-1854)
- Angélique Mongez (1775-1855)
- Élise Bruyère (1776-1847)
- Constance Mayer (1775-1821)
- Marie-Éléonore Godefroid (1778-1849)
- Sophie Charrin (1778-1856)
- Sophie Janinet (1779-1819)
- Jean-Auguste-Dominique Ingres (1780-1867)
- Julie Philipault (1780-1834)
- Julie Volpelière (1780-1842)
- Merry-Joseph Blondel (1781-1853)
- Hippolyte Lecomte (1781-1857)
- Charlotte Martner (1781-1839)
- Marie-Anne-Julie Forestier (1782-1843)
- Rosalie Delafontaine (1783-1821)
- Sophie Lemire (1783-1846)
- Claude Victor de Boissieu (1784-1868)
- Johan Stephan Decker (1784-1844)
- Joséphine de Gallemant (1785-1836)
- Hortense Haudebourg-Lescot (1785-1845)
- Stéphanie de Virieu (1785-1873)
- Antoinette Béfort (1788-1868)
- Aurore de Lafond de Fénion (1788-1859)
- Victorine-Angélique-Amélie Rumilly (1789-1849)
- Horace Vernet (1789-1863)
- Elisa de Lamartine (1790-1863)
- Louise-Joséphine Sarazin de Belmont (1790-1870)
- Théodore Géricault (1791-1824)
- Rosalie Caron (1791-1860)
- Virginie Ancelot (1792-1875)
- Augustine Cochet de Saint-Omer (1792-1833)
- Edmée Brucy (1795-1826)
- Julie de Caigny (1795-1866)
- Jean-Baptiste Camille Corot (1796-1875)
- Catherine Empis (1796-1879)
- François Vincent Latil (1796-1890)
- Lizinska de Mirbel (1796-1849)
- Fanny Alaux (1797-1880)
- Eugénie Charmeil (1797-1855)
- Louise-Adéone Drölling (1797-1834)
- Julie Hugo (1797-1865)
- Amélie Legrand de Saint-Aubin (1797-1878)
- Sophie Rude (1797-1867)
- Théodore Caruelle d'Aligny (1798-1871)
- Amédée Bourgeois (1798-1837)
- Eugène Delacroix (1798-1863)
- Marie-Amélie Cogniet (1798-1869)
- Henri-Charles Loeillot (1798-1864)
- Mélanie de Comoléra (v. 1800-ap. 1854)
- Sophie Feytaud (1802-1865)
- Camille Flers (1802-1868)
- Frédéric-François d'Andiran (1802-1876)
- Alexandre-Gabriel Decamps (1803-1860)
- Théophile Langlois de Chèvreville (1803-1845)
- Paul Huet (1803-1869)
- Eugène Isabey (1803-1886)
- Sophie Allart (1804-1870)
- Jules-Auguste-Edmond Savouré (1804-1849)
- Marie-Pauline Laurent (1805-1860)
- Espérance Langlois (1805-1864)
- Louise Zoé Coste (1805-1890)
- Jules Laure (1806-1861)
- Louise Adélaïde Desnos (1807-1878)
- Narcisse Virgilio Díaz (dit Narcisse Díaz de la Peña) (1807-1876)
- Emma Leroux de Lincy (1807-1879)
- Ferdinand Michel Storelli (1808-1884)
- Caroline Swagers (1808-1877)
- Honoré Daumier (1808-1879)
- Léon Trémisot (1808-1882)
- Auguste Delacroix (1809-1868)
- Madame Cavé (vers 1809-1883)
- Jules Noël (1810-1881)
- Antoinette Asselineau (1811-1889)
- Théodore Rousseau (1812-1867)
- Marie-Ernestine Serret (1812-1884)
- Aline Alaux (1813-1856)
- Louis Janmot (1814-1892)
- Irma Martin (1814-1876)
- Jean-François Millet (1814-1875)
- Estelle de Barescut (v. 1815 - après 1851)
- Hortense Céline Rousselin-Corbeau de Saint-Albin (1816-1874)
- Thérèse-Mirza Allix (1816-1882)
- Alexandrine Martin (1816-1886)
- Adèle Ferrand (1817-1848)
- Charles-François Daubigny (1817-1878)
- Anna Rimbaut-Borrel (1817-1842)
- Delphine Alexandrine Zier (1817-1904)
- Théodore Chassériau (1819-1856)
- Gustave Courbet (1819-1877)
- Victor De Bornschlegel (1820-1891)
- Eugène Lavieille (1820-1889)
- Félicie Tiger (1820-1890)
- Clotilde Dunant (1821-1892)
- Marie-Félix Parmentier (1821-1883)
- Malvina d'Albufera (1822-1877)
- Élise Orliac (1822-1900)
- Alexandre Cabanel (1823-1889)
- Eugène Boudin (1824-1898)
- Emmanuel Coulange-Lautrec (1824-1898)
- Jean-Léon Gérôme (1824-1904)
- Pierre Puvis de Chavannes (1824-1898)
- Suzanne Estelle Apoil (1825-1874)
- Henriette Gudin (1825-1876)
- Alfred Frank de Prades (1825-1885)
- Cécile Delessert (1825-1887)
- Charles Chaplin (1825-1891)
- William Bouguereau (1825-1905)
- Gustave Moreau (1826-1898)
- Jules Breton (1827-1906)
- Louise Astoud-Trolley (1828-1884)
- Jules-Élie Delaunay (1828-1891)
- Jules Jacques Veyrassat (1828-1893)
- Léonie Lescuyer (1829-1899)
- Henriette Browne (1829-1901)
- Camille Pissarro (1830-1903)
- Delphine de Cool (1830-1921)
- Charles-Étienne Corpet (1831-1903)
- Anaïs Beauvais (1832-1898)
- Adelina-Margarita Hertl (1832-1872)
- Édouard Manet (1832-1883)
- Edgar Degas (1834-1917)
- Eugène Letourneau (1836-1872)
- Henri Fantin-Latour (1836-1904)
- Eugénie Marie Salanson (1836-1912)
- Jacques-Joseph Tissot (1836-1902)
- Hannah Guyard (1837-1878)
- Pierre-Marie Beyle (1838-1902)
- Firmin Gautier (1838-1877)
- Jean-Paul Laurens (1838-1921)
- Paul Cézanne (1839-1906)
- Pauline Croizette (1839-1912)
- Euphémie Muraton (1840-1914)
- Odilon Redon (1840-1916)
- Victoria Dubourg (1840-1926)
- Claude Monet (1840-1926)
- Émile Munier (1840-1895)
- Odilon Redon (1840-1916)
- Frédéric Bazille (1841-1870)
- Armand Guillaumin (1841-1927)
- Joséphine Claire Langlois (1841-1927)
- Berthe Morisot (1841-1895)
- Hugues Picard (1841-1900)
- Auguste Renoir (1841-1919)
- Élodie La Villette (1842-1917)
- Amélie Valentino (1842-1921)
- Ernest Armand-Delille  (1843-1883)
- Denis Bergeret (1844-1910)
- Marie Cazin (1844-1924)
- Léon Lhermitte (1844-1925)
- Madeleine Wymbs (1844-1925)
- Edmond Marie Petitjean (1844-1925)
- Henri Rousseau (1844-1910)
- Madeleine Lemaire (1845-1928)
- Gustave Jean Jacquet (1846-1909)
- Fanny Fleury (1846-1923)
- Eugène Vergez (1846-1925)
- Fanny Caillé (1847-1893)
- Lazar Meyer (1847-1935)
- Adrien Lavieille (1848-1920)
- Gustave Caillebotte (1848-1894)
- Émile-Louis Foubert (1848-1911)
- Paul Gauguin (1848-1903)
- Amélie Beaury-Saurel (1848-1924)
- Jeanne Fichel (1849-1906)
- Eva Gonzalès (1849-1883)
- Mary Renard (1849-1925)
- Pauline Laurens (1850-1941)
- Pierre-Joseph Mousset (1850-1894)
- Marie-Joseph Léon Clavel (1850-1923)
- Jeanne Rongier (1852-1929)
- Gustave Krabansky (1852-1902)
- Marie Adrien Lavieille (1852-1911)
- Marie Ernestine Lavieille (1852-1937)
- Georges Pierre Louis Serrier (1852-1945)
- Cécile Desliens (1853-1937)
- Marie Petiet (1854-1893)
- Marguerite Arosa (1854-1903)
- Herminie Waternau (1854-1913)
- Hippolyte Petitjean (1854-1929)
- Octave Gallian (1855-1918)
- Emma Herland (1855-1947)
- Clémence Richey (1856-1895)
- Henri-Edmond Cross (1856-1910)
- Jeanne Guérard-Gonzalès (1856-1924)
- Marie Desliens (1856-1938)
- Henri Pinta (1856-1944)
- Léonie de Bazelaire (1857-1926)
- Jenny Zillhardt (1857-1939)
- Maximilien Luce (1858-1941)
- Marie Lucas-Robiquet (1858-1959)
- Georges Seurat (1859-1891)
- Virginie Demont-Breton (1859-1935)
- Georges-Antoine Rochegrosse (1859-1938)
- Marie Fournets-Vernaud (1859-1939)
- Jacqueline Comerre-Paton (1859-1955)
- Jules Bahieu (1860-1895)
- Hortense Dury-Vasselon (1860-1924)
- Marie Tonoir (1860-1934)
- Annette Abrard (1860-1938)
- Edmond Leroy dit Leroy-Dionet (1860-1939)
- Henri-Gédéon Daloz (1861-1941)
- Aristide Maillol (1861-1944)
- Émilie Desjeux (1861-1957)
- Marguerite Cornillac (1862-1952)
- Jeanne Amen (1863-1923)
- Jeanne Jacquemin (1863-1938)
- Mathilde de Morny (1863-1944)
- Paul Signac (1863-1935)
- Henriette Daux (1864-1953)
- Henri de Toulouse-Lautrec (1864-1901)
- Séraphine de Senlis (1864-1942)
- Suzanne Valadon (1865-1938)
- Aline Guérin-Billet (1865-1939)
- Delphin Enjolras (1865-1945)
- Blanche Hoschedé (1865-1947)
- Madeleine Carpentier (1865-1949)
- Blanche Odin (1865-1957)
- Jacqueline Marval (1866-1932)
- Cécile Douard (1866-1941)
- Lucienne de Saint-Mart (1866-1953)
- Marthe Abran (1867-1908)
- Georgette Agutte (1867-1922)
- Pierre Bonnard (1867-1947)
- Angèle Delasalle (1867-1941)
- Edgard de St-Pierre De Montzaigle (1867-1930)
- Abel Faivre (1867-1945)
- Perico Ribera (1867-1949)
- Adrien Voisard-Margerie (1867-1954)
- Numa François Gillet (1868-?)
- Paul Bocquet (1868-1947)
- Édouard Vuillard (1868-1940)
- Clémentine-Hélène Dufau (1869-1937)
- Henri Matisse (1869-1954)
- Magdeleine Cécile Popelin (1869-1949)
- Henri Royer (1869-1938)
- Jeanne Simon (1869-1949)
- Jeanne Granès (1870-1923)
- Tancrède Synave (1870-1936)
- Maurice Denis (1870-1943)
- Georges Dufrénoy (1870-1943)
- Valentine Val (1870-1943)
- Tony Minartz (1870-1944)
- Abel Lauvray (1870-1950)
- Marie Salomé Spehner-Bénézit (1870-1950)
- Jeanne Rij-Rousseau (1870-1956)
- Abel Bertram (1871-1954)
- Georges Rouault (1871-1958)
- Léon Printemps (1871-1945)
- Raoul du Gardier (1871-1952)
- Marguerite Burnat-Provins (1872-1952)
- Jeanne Bardey (1872-1954)
- Paul Antoine Hallez (1872-1965)
- Lucien Ott (1872-1927)
- Léon Cassel (1873-1961)
- Sabine Hackenschmidt (1873-1939)
- Jane d'Hazon de Saint-Firmin (1873-1957)
- Marthe Orant (1874-1957)
- Élisabeth Sonrel (1874-1953)
- Léonce Cuvelier (1874-1959)
- Charles Guérin (1875-1939)
- Henriette Tirman (1875-1952)
- Jeanne Lauvernay-Petitjean (1875-1955)
- Emma Thiollier (1875-1973)
- Charles Menneret (1876-1954)
- Bernard Naudin (1876-1946)
- Renée Tourniol (1876-1954)
- Jacques Barcat (1877-1955)
- Jane Nerée-Gautier (1877-1948)
- Henriette Desportes (1877-1951)
- Jeanne Baudot (1877-1957)
- Kees van Dongen (1877-1968)
- Louise Hervieu (1878-1954)
- Charlotte Roimarmier (1878-1959)
- Léonie Humbert-Vignot (1878-1960)
- Lucie Valore (1878-1965)
- Émilie Charmy (1878-1974)
- Juliette Dubufe-Wehrlé (1879-1918)
- Marie Louise Amiet (1879-1944)
- Clémentine Ballot (1879-1964)
- Louise Tagnard (1879-1970)
- Marguerite Tedeschi (1879-1970)
- Charles Emmanuel Jodelet (1883-1973)

### XXesiècle
- Delphine de Cool (1830-1921)
- Edgar Degas (1834-1917)
- Clarisse Latapie (1838-1903)
- Jean-Paul Laurens (1838-1921)
- Pauline Croizette (1839-1912)
- Euphémie Muraton (1840-1914)
- Odilon Redon (1840-1916)
- Victoria Dubourg (1840-1926)
- Claude Monet (1840-1926)
- Armand Guillaumin (1841-1927)
- Auguste Renoir (1841-1919)
- Henri Rousseau (1844-1910)
- Marie Cazin (1844-1924)
- Edmond Grandjean (1844-1908)
- Léon Lhermitte (1844-1925)
- Edmond Marie Petitjean (1844-1925)
- Madeleine Wymbs (1844-1925)
- Madeleine Lemaire (1845-1928)
- Fanny Fleury (1846-1923)
- Léon-Charles Libonis (1846-1901)
- Eugène Vergez (1846-1925)
- Élodie La Villette (1848-1917)
- Amélie Beaury-Saurel (1848-1924)
- Mary Renard (1849-1925)
- Marie-Joseph Léon Clavel (1850-1923)
- Pauline Laurens (1850-1941)
- Jeanne Rongier (1852-1929)
- Marie Ernestine Lavieille (1852-1937)
- Anna Cabibel (1853-1922)
- Cécile Desliens (1853-1937)
- Lucien Berthault (1854-1935)
- Emma Herland (1855-1947)
- Clémence Richey (1856-1895)
- Henri-Edmond Cross (1856-1910)
- Jeanne Guérard-Gonzalès (1856-1924)
- Marie Desliens (1856-1938)
- Henri Pinta (1856-1944)
- Léonie de Bazelaire (1857-1926)
- Charles Armand Étienne Thomas (1857-1892)
- Adolphe Willette (1857-1926)
- Jenny Zillhardt (1857-1939)
- Maximilien Luce (1858-1941)
- Marie Lucas-Robiquet (1858-1959)
- Virginie Demont-Breton (1859-1935)
- Georges-Antoine Rochegrosse (1859-1938)
- Marie Fournets-Vernaud (1859-1939)
- Jacqueline Comerre-Paton (1859-1955)
- Hortense Dury-Vasselon (1860-1924)
- Marie Tonoir (1860-1934)
- Annette Abrard (1860-1938)
- Edmond Leroy dit Leroy-Dionet (1860-1939)
- Henri-Gédéon Daloz (1861-1941)
- Aristide Maillol (1861-1944)
- Émilie Desjeux (1861-1957)
- Marthe Elisabeth Barbaud-Koch (1862-après 1928)
- Julia Abel-Truchet (1862-1935)
- Marguerite Cornillac (1862-1952)
- Jeanne Amen (1863-1923)
- Paul Signac (1863-1935)
- Jeanne Jacquemin (1863-1938)
- Mathilde de Morny (1863-1944)
- Henri de Toulouse-Lautrec (1864-1901)
- Séraphine de Senlis (1864-1942)
- Laurent Auberge de Garcias (1865-1920)
- Suzanne Valadon (1865-1938)
- Aline Guérin-Billet (1865-1939)
- Delphin Enjolras (1865-1945)
- Blanche Hoschedé (1865-1947)
- Madeleine Carpentier (1865-1949)
- Blanche Odin (1865-1957)
- Jacqueline Marval (1866-1932)
- Cécile Douard (1866-1941)
- Étienne Buffet (1866-1948)
- Henriette Daux (1866-1953)
- Lucienne de Saint-Mart (1866-1953)
- Georgette Agutte (1867-1922)
- Angèle Delasalle (1867-1941)
- Abel Faivre (1867-1945)
- Pierre Bonnard (1867-1947)
- Perico Ribera (1867-1949)
- Édouard Vuillard (1868-1940)
- Clémentine-Hélène Dufau (1869-1937)
- Jeanne Simon (1869-1949)
- Henri Matisse (1869-1954)
- Henri Royer (1869-1938)
- Henri Ferdinand Bellan (1870-1922)
- Jeanne Granès (1870-1923)
- Tancrède Synave (1870-1936)
- Maurice Denis (1870-1943)
- Georges Dufrénoy (1870-1943)
- Valentine Val (1870-1943)
- Tony Minartz (1870-1944)
- Abel Lauvray (1870-1950)
- Marie Salomé Spehner-Bénézit (1870-1950)
- Jeanne Rij-Rousseau (1870-1956)
- Raoul du Gardier (1871-1952)
- Abel Bertram (1871-1954)
- Georges Rouault (1871-1958)
- Léon Printemps (1871-1945)
- Marguerite Burnat-Provins (1872-1952)
- Jeanne Bardey (1872-1954)
- William Laparra (1873-1920)
- Sabine Hackenschmidt (1873-1939)
- Élisabeth Sonrel (1874-1953)
- Marthe Orant (1874-1957)
- Léonce Cuvelier (1874-1959)
- Charles Guérin (1875-1939)
- Henriette Tirman (1875-1952)
- Jeanne Lauvernay-Petitjean (1875-1955)
- Emma Thiollier (1875-1973)
- Bernard Naudin (1876-1946)
- Renée Tourniol (1876-1954)
- Maurice de Vlaminck (1876-1958)
- Jean Émile Laboureur (1877-1943)
- Jane Nerée-Gautier (1877-1948)
- Jeanne Baudot (1877-1957)
- Angèle Blanche Denvil (1877-1932)
- Kees van Dongen (1877-1968)
- Louise Hervieu (1878-1954)
- Charlotte Roimarmier (1878-1959)
- Léonie Humbert-Vignot (1878-1960)
- Lucie Valore (1878-1965)
- Émilie Charmy (1878-1974)
- Juliette Dubufe-Wehrlé (1879-1918)
- Marie Louise Amiet (1879-1944)
- Clémentine Ballot (1879-1964)
- Louise Tagnard (1879-1970)
- Marguerite Tedeschi (1879-1970]
- Julien Louis Tavernier (1879-1939)
- Lucien Jonas (1880-1947)
- Jean Baltus (1880-1946)
- Lucienne Heuvelmans (1881-1944)
- Fernand Léger (1881-1955)
- Nathalie Gontcharoff (1881-1962)
- Élisée Maclet (1881-1962)
- Mathilde Marguerite Hautrive (1881-1963)
- Lucienne Bisson (1881-1965)
- Alfred Veillet (1882-1958)
- Marcelle Ackein (1882-1952)
- Georges Braque (1882-1963)
- Adrienne Jouclard (1882-1972)
- Gabriel Deluc (1883-1916)
- Hélène Guinepied (1883-1937)
- Irène Reno (1884-1953)
- Marie Laurencin (1883-1956)
- Henriette Morel (1883-1956)
- Marie Calvès (1883-1957)
- Henry Valensi (1883-1960)
- Charles Emmanuel Jodelet (1883-1973)
- Maurice Utrillo (1883-1955)
- Marie Laurencin (1883-1956)
- Alexandre Roubtzoff (1884-1949)
- Coutisson des Bordes (1885-1949)
- Robert Delaunay  (1885-1941)
- Andrée Karpelès (1885-1956)
- Lou Albert-Lasard (1885-1969)
- Cécile Jubert (1885-1979)
- Georges Pilley (1885-1974)
- Henriette Delalain (1886-1945)
- Gerda Wegener (1886-1940)
- Jacques Majorelle (1886-1962)
- Marguerite Jeanne Carpentier (1886-1965)
- Tsugouharu Foujita (1886-1968)
- Baladine Klossowska (1886-1969)
- Hermine David (1886-1970)
- Berthe Noufflard (1886-1971)
- Andrée Lavieille (1887-1960)
- Valentine Hugo (1887-1968)
- Serge Fotinsky (1887-1971)
- Marc Chagall (1887-1985)
- Suzanne Meunier (1888-1979)
- Maurice Fongueuse (1888-1963)
- Yvonne Thivet (1888-1972)
- Jean Drevon (1889-1979)
- Valentine Reyre (1889-1943)
- Suzanne Duchamp (1889-1963)
- Willy Eisenschitz (1889-1974)
- Claire Bertrand (1890-1969)
- Moïse Kisling (1891-1953)
- Charley Garry (1891-1973)
- Louise Le Vavasseur (1891-1974)
- Suzanne Morel-Montreuil (1891-1983)
- Odette Bruneau (1891-1984)
- Anne-Marie Feuchères (1892-1956)
- Fernande Barrey (1893-1960)
- Élisabeth Ronget (1893-1962)
- Cécile Sabourdy (1893-1970)
- Irène Lagut (1893-1994)
- Rachel Lévy-Bloch (1894-?)
- Dorette Muller (1894-1975)
- Paul Maïk (1894-1985)
- Marcelle Cahn (1895-1981)
- Sonia Delaunay (1895-1979)
- René Gréory (1895-1967)
- Marguerite Huré (1895-1967)
- Yvonne Jean-Haffen (1895-1993)
- Yvonne Kleiss-Herzig (1895-1968)
- Marthe Lebasque (1895-1989)
- Jeanne Malivel (1895-1926)
- Richard Maguet (1896-1940)
- Jeanne Coppel (1896-1971)
- Stella Mertens (1896-1986)
- Jeanne Champillou (1897-1978)
- Valentine Prax (1897-1981)
- Jeanne Rosoy (1897-1987)
- Árpád Szenes (1897-1985)
- Antoinette Sasse (1897-1986)
- Élise Rieuf (1897-1990)
- Madeleine Fié-Fieux (1897-1995)
- Jeanne Hébuterne (1898-1920)
- Georges Gimel (1898-1962)
- Louise Morel (1898-1974)
- Suzanne Roger (1898-1986)
- Jean Cocteau (1899-1963)
- Marguerite Allar (1899-1974)
- Béatrice Appia (1899-1998)
- Marcelle Cahen-Bergerol (1900-1989)
- Olga Olby (1900-1990)
- Madeleine Renaud (1900-1994)
- Jeanne Laganne (1900-1995)
- Thérèse Grimont (1901-1985)
- Henriette Deloras (1901-1941)
- Jean Dubuffet (1901-1985)
- Marcelle Bergerol (1901-1989)
- Édith Desternes (1901-2000)
- Marie-Laure de Noailles (1902-1970)
- André Regagnon (1902-1976)
- Marthe Kiehl (1902-1978)
- Alfred Georges Regner (1902-1987)
- Gabrielle Kayser (1902-1993)
- Odette Pauvert (1903-1966)
- Claude Foreau (1903-1973)
- Lucienne Leroux (1903-1981)
- Simone Colombier (1903-1984)
- Marcelle Brunswig (1903-1987)
- Walter Firpo (1903-2002)
- Marinette Mathieu (1903-2002)
- Paulette Edmée Beneyton (1904-1979)
- Véronique Filozof (1904-1977)
- Marthe Flandrin (1904-1987)
- Alice Rahon (1904-1987)
- Colette Richarme (1904-1991)
- Germaine Gardey (1904-1995)
- Jean Bazaine (1904-2001)
- Josette Bournet (1905-1962)
- Jean Aujame (1905-1965)
- Jacques Démoulin (1905-1990)
- Jean Dries (1905-1973)
- Grand'Mère Paris (1906-1982)
- Marcelle Rivier (1906-1986)
- Henri Cadiou (1906-1989)
- Henriette Gröll (1906-1996)
- Nelly Marez-Darley (1906-2001)
- Andréas Rosenberg (1906-2002)
- Louise Cottin (1907-1974)
- Sabine Hettner (1907-1985)
- Robert Micheau-Vernez (1907-1989)
- Nadine Landowski (1908-1943)
- Marie Raymond (1908-1989)
- Maria Elena Vieira da Silva (1908-1992)
- Balthus (1908-2001)
- Marianne Clouzot (1908-2007)
- Simone Aillaud (1909-1987)
- Jeannine Guillou (1909-1946)
- Anne Français (1909-1995)
- Pierre-André de Wisches (1909-1997)
- Anita de Caro (1909-1998)
- Madeleine Soulat (1909-1974)
- Hélène de Beauvoir (1910-2001)
- Jacqueline Lamba (1910-1993)
- Denise Legrix (1910-2010)
- Maria Manton (1910-2003)
- Laure Martin (1910-1994)
- Magdeleine Mocquot (1910-1991)
- Aurélie Nemours (1910-2005)
- Marie Lucie Nessi (1910-1992)
- Éliane Petit de La Villéon (1910-1969)
- Othello Radou (1910-2006)
- Simone Tiersonnier (1910-1999)
- Madeleine Wagner (1910-2002)
- Annette Faive (1911-1988)
- Marguerite Bermond (1911-1991)
- Alice Richter (1911-1996)
- Aline Gagnaire (1911-1997)
- Simone Le Moigne (1911-2001)
- Andrée Cadeau (1912-2003)
- Amandine Doré (1912-2011)
- Ernest Werle  (1912-1998)
- Suzanne Chapelle (1913-1996)
- Pierre Wemaëre (1913-2010)
- Solange Bertrand (1913-2011)
- Paulette Bardy (1914-1966)
- Nicolas de Staël (1914-1955)
- Eliane Diverly (1914-2012)
- Philippe Marie Picard (1915-1997)
- Gérard Locardi (1915-1998)
- Jacques Germain (1915-2001)
- Evelyn Marc (1915-1992)
- Natalia Dumitresco (1915-1997)
- Rui Juventin (1916-1997)
- Camille Hilaire (1916-2004)
- Andrée Pollier (1916-2009)
- Aimée Castain (1917-2015)
- Andrée Le Coultre (1917-1986)
- Jean-Louis Viard (1917-2005)
- Anne Willette (1917-1983)
- Louis Mazot (1919-1994)
- Maurice Boitel (1919-2007)
- Pierre Soulages (1919-2022)
- Gabrielle Bellocq (1920-1999)
- Paul Petit (1920-2009)
- Georgette Piccon (1920-2004)
- Jacques Daniel (1920-2011)
- Gisèle Prassinos (1920-2015)
- Michèle Morgan (1920-2016)
- Léon Petizon (1920-1973)
- Jacques Loiseau (1920-2010)
- Ray Sutter (1920-1988)
- Françoise Gilot (1921-2023)
- Mireille Miailhe (1921-2010)
- Éliane Beaupuy-Manciet (1921-2012)
- Huguette Arthur Bertrand (1922-2005)
- Anne Aknin (1922-2017)
- Mady de La Giraudière (1922-2018)
- Alix Rist (1922-1980)
- Monique Winckler (1922-2002)
- André Minaux (1923-1986)
- Geneviève Asse (1923-2021)
- Judit Reigl (1923-2020)
- Denise Desjardins (1923-2016)
- Tonia Cariffa (1924-2025)
- Alice Colonieu (1924-2010)
- Françoise Adnet (1924-2014)
- Marcel Anselme (1925-1982)
- Nicole Algan (1925-1986)
- Claudine Béréchel (1925-2011)
- Françoise Boudet (1925-2012)
- Jacqueline Benoit (1925-2012)
- Henriette Lambert (1925-2020)
- Simon Cocu (1925-...)
- Éliane Thiollier (1926-1989)
- Bona (1926-2000)
- Jeannie Dumesnil (1926-2000)
- Brigitte Simon (1926-2009)
- Lucienne Berthon (1926-2012)
- Arcabas (1926-2018)
- Micheline Catty (1926-...)
- Bélasco (1927-2015)
- Anne-Marie Caffort Ernst (1927-2014)
- Yolande Ardissone (1927-2024)
- Lucien Langlet (1927-1985)
- Odette Ducarre (1928-...)
- Gisèle Georges-Mianes (1928-...)
- Yves Klein (1928-1962)
- Pierrette Lambert (1928-...)
- Josette Mortier (1928-1976)
- Bernadette Sers (1928-2000)
- Georges Oudot (1928-2004)
- Émile Rocher (1928-2014)
- Jeanne Socquet (1928-...)
- Ibrahim Shahda (1929-1991)
- Françoise Matheran (1929-1998)
- Yvette Szczupak-Thomas (1929-2003)
- Chantal Lanvin (1929-2013)
- Céelle (1929-2018)
- Marie-Thérèse Vacossin (1929-...)
- Maurice Fillonneau (1930-2000)
- Niki de Saint Phalle (1930-2002)
- Monique Baroni (1930-2016)
- Ode Bertrand (1930-...)
- Maryse Eloy (1930-...)
- Claude Gozlan (1930-2006)
- Yves Millecamps (1930-)
- Jean-Marie Albagnac (1931-)
- Jeanne Champion (1931-...)
- Maurice Ardouin (1932-1999)
- Martine Martine (1932-...)
- Iris Raquin (1933-2016)
- Bernard Piga (1934-2008)
- Danielle Jacqui (1934-...)
- Osanne (1934-)
- Danielle Souanin (1934-...)
- Poucette (1935-2006)
- Francine Ségeste (1935-2008)
- Claudine Quesniaux (1935-...)
- Monique Journod (1935-)
- Eska Kayser (1936-...)
- Colette Lussan (1936-...)
- Rosie Vronski (1937-...)
- Monique Apple (1937-1998)
- Annick Gendron (1939-2008)
- Amanda Lear (1939-...)
- Josette Spiaggia (1939-...)
- Nicole Claveloux (1940-...)
- Patrick Divaret (1940-...)
- Béatrice Nodé-Langlois (1940-...)
- Françoise Galle (1940-)
- Jean-Claude Lethiais (1941-)
- Ksenia Milicevic (1942-)
- Valère Novarina (1942-...)
- Brigitte Sillard (1942-...)
- Ksenia Milicevic (1942-)
- Anne Deguelle (1943-...)
- Monique Frydman (1943-...)
- Annette Messager (1943-...)
- Élisabeth Chabin (1944-...)
- Colette Deblé (1944-...)
- Bernadette Delrieu (1944-...)
- Eliane Larus (1944-...)
- Jacques Pellegrin (1944-)
- Kathy Toma (1944-)
- Christian Babou (1946-2005)
- Michèle Battut (1946-...)
- Gisèle Bienne (1946-...)
- Bernadette Février (1946-...)
- Monique de Roux (1946-...)
- Marie Sallantin (1946-...)
- Nadine Cosentino (1947-...)
- Armand Langlois (1947-)
- Jean Allemand (1948-)
- Hedva Ser (1948-...)
- Pamela Stanford (1948-...)
- Sarah Wiame (1949-...)
- Françoise Magrangeas (1949-2011)
- Jeanne Goupil (1950-...)
- Patrice Larue (1950-)
- Bernard Duvert (1951-)
- Christian Gaillard (1951-2018)
- Laurence Granger (1951-...)
- Jacques Richard (1951-)
- Pascal Vinardel (1951-)
- André Delpuch (1952-)
- Marie-Laurence Gaudrat (1952-...)
- Jean-Noël Vandaele (1952-)
- Thierry Bisch (1953-)
- Dominique Gauthier (1953-...)
- Catherine Viollet (1953-...)
- Lydie Arickx (1954-...)
- Catherine Feff (1954-...)
- Chantal Legendre (1954-...)
- Marie Morel (1954-...)
- Annie Paule Thorel (1954-...)
- Nicolaï Bigo (1955-)
- Pierre Marie Brisson (1955-)
- Piotr Klemensiewicz (1956-)
- Olivier Catté (1957-...)
- Frédérique Fleury (1957-...)
- Jeannette Guichard-Bunel (1957-...)
- Michèle Iznardo (1957-...)
- Cécile Bart (1958-...)
- Hélène Delprat (1958-...)
- Patricia Erbelding (1958-...)
- Francine Mayran (1958-...)
- Monique Tello (1958-...)
- Andrea (1958-)
- Hervé Di Rosa (1959-)
- Anne Slacik (1959-...)
- Anne Smith (1959-...)
- Caroline Tresca (1959-...)
- Anne Van der Linden (1959-...)
- Odile Felgine (1960-...)
- Séverine Pineaux (1960-...)
- Corinne Medina-Saludo (1961-...)
- Marie Rauzy (1961-...)
- Pascale Taurua (1961-...)
- Sylvie Abélanet (1962-...)
- Françoise Abraham (1962-...)
- Patricia Reznikov (1962-...)
- Agnès Thurnauer (1962-...)
- Fabienne Verdier (1962-...)
- Françoise Pétrovitch (1964-...)
- Sylvia Tabet (1964-...)
- Nathalie Gobin (1964-1992)
- Claudine Loquen (1965-...)
- Vuk Vidor (1965-...)
- Sandrine Follère (1969-...)
- Afi Nayo (1969-....)
- Emmanuelle Villard (1970-...)
- Florence Reymond (1971-...)
- Kosta Kulundzic (1972-...)

### XXIesiècle
- Evelyn Ortlieb (1925-2008)
- Bélasco (1927-2015)
- Émile Rocher (1928-2014)
- Yves Millecamps (1930-)
- Jean-Marie Albagnac (1931-)
- Alain Bonnefoit (1937-)
- Daniel Buren (1938-)
- Gérard Di-Maccio (1938-)
- Bernar Venet (1941-)
- Jean-Claude Lethiais (1941-)
- Alain Thomas (1942-)
- Pierre Risch (1943-)
- Jacques Pellegrin (1944-)
- Armand Langlois (1947-)
- Cebarre (1949-)
- Norbert Engel (1950-...)
- Christian Gaillard (1951-2018)
- Jean-Pierre Lachaux (1951-)
- Jean-Claude Meynard (1951-)
- Jean-Noël Vandaele (1952-)
- Thierry Bisch (1953-)
- Adrian Buba (1953-)
- Lydie Arickx (1954-...)
- Catherine Feff (1954-...)
- Chantal Legendre (1954-...)
- Marie Morel (1954-...)
- Annie Paule Thorel (1954-...)
- Richard Texier (1955-)
- Piotr Klemensiewicz (1956-)
- Robert Combas (1957-)
- Frédérique Fleury (1957-...)
- Jeannette Guichard-Bunel (1957-...)
- Michèle Iznardo (1957-...)
- Jean-Baptiste Sécheret (1957-)
- Andrea (1958-)
- Cécile Bart (1958-...)
- Hélène Delprat (1958-...)
- Patricia Erbelding (1958-...)
- Guy de Malherbe (1958)
- Francine Mayran (1958-...)
- Monique Tello (1958-...)
- Hervé Di Rosa (1959-)
- Anne Slacik (1959-...)
- Anne Smith (1959-...)
- Caroline Tresca (1959-...)
- Anne Van der Linden (1959-...)
- Odile Felgine (1960-...)
- Séverine Pineaux (1960-...)
- Corinne Medina-Saludo (1961-...)
- Marie Rauzy (1961-...)
- Pascale Taurua (1961-...)
- Philippe Sokazo (1962-)
- Claude Como (1964-)
- Ivan Fayard (1969-)
- Afi Nayo (1969)
- Cali Rezo (1969-...)
- Arnaud Askoy (1970-)
- David Daoud (1970-)
- Emmanuelle Villard (1970-)
- Guillaume Bottazzi (1971-)
- Caroline Cavalier (1971-)
- Stéphane Montefiore (1971-)
- Florence Reymond (1971-)
- Damien Deroubaix (1972-)
- Laurent Grasso (1972-)
- Kosta Kulundzic (1972-)
- Marc Molk (1972-)
- Ronan Barrot (1973-)
- Vincent Wimart (1973-)
- Raphaëlle Ricol (1974-)
- Gaël Bourmaud (1975-)
- Frédéric Coché (1975-)
- Lionel Sabatté (1975-)
- Axel Sanson (1975-)
- Rorcha (1976-)
- Jérémy Liron (1980-)
- Claire Tabouret (1981-)
- Dorothée Louise Recker (1984-)
- Élodie Seguin (1984-),
- Quentin Spohn (1984-)
- Henri Lamy (1985-)
- Julien Raynaud (1987-)
- Lise Stoufflet (1989-)
- Inès Longevial (1990-)
- Alexandre Lenoir (1992-...)